# Henschel & Sohn
Pour les articles homonymes, voir Henschel (homonymie).

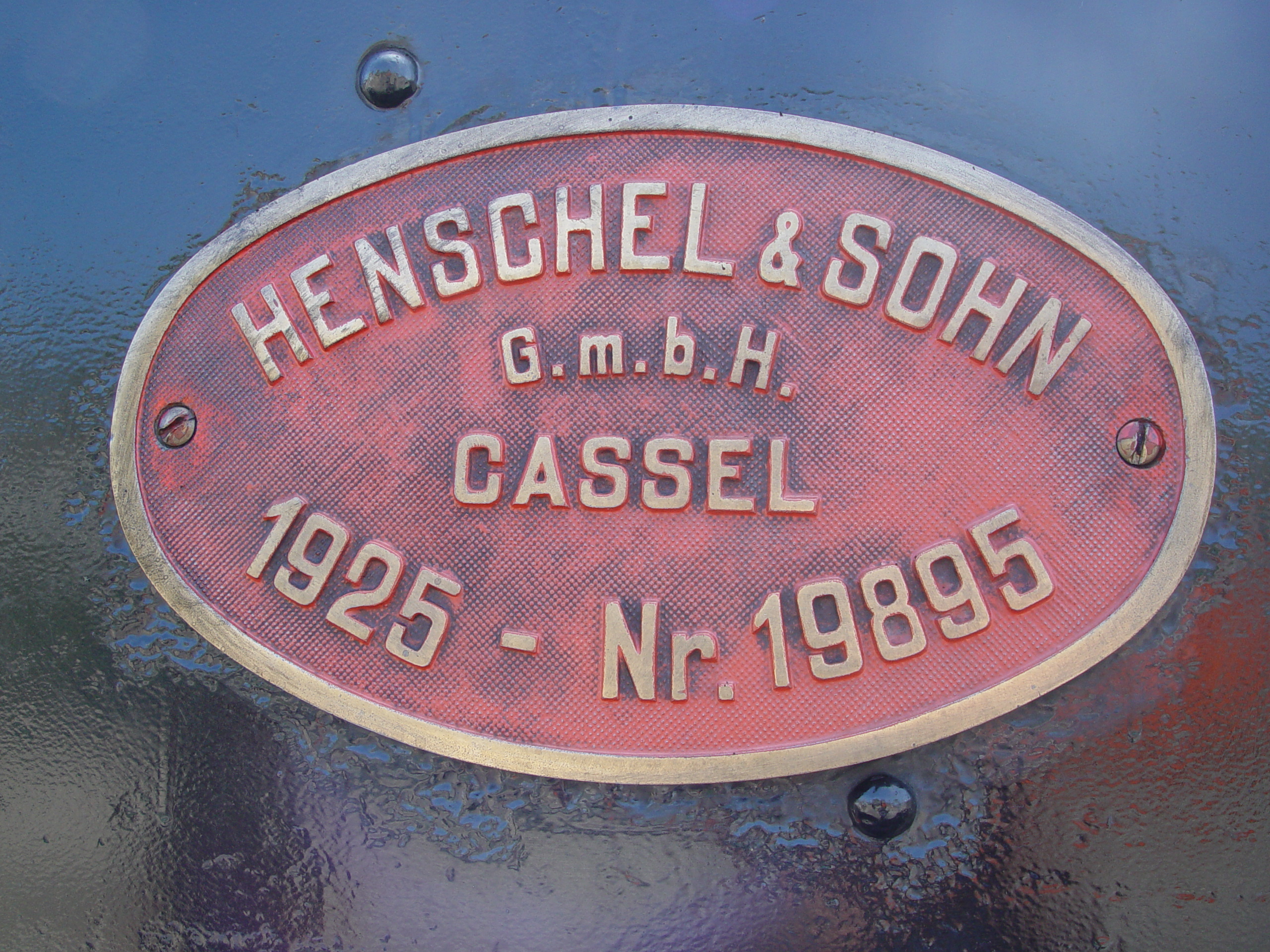
Plaque de locomotive construite par Henschel

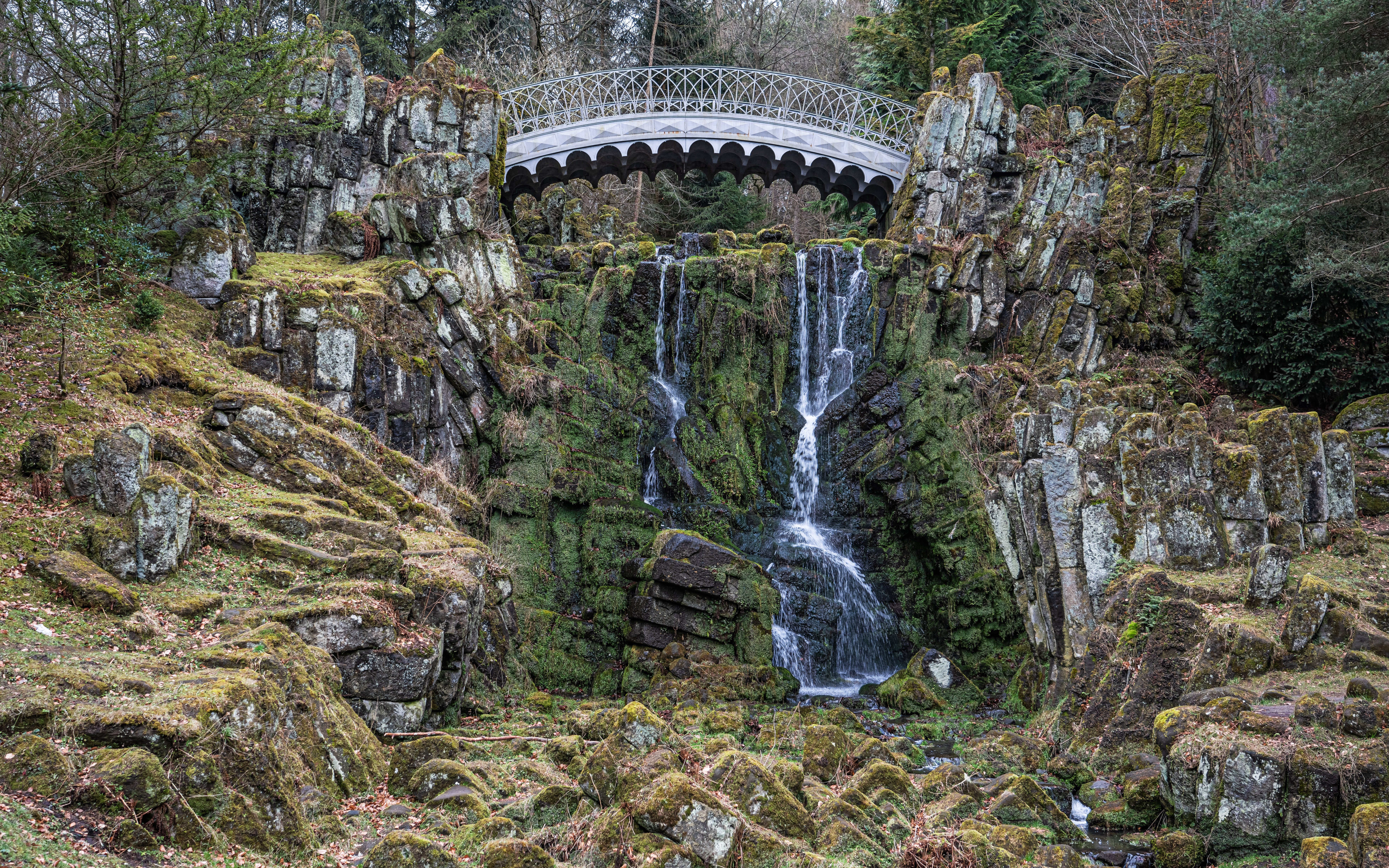
Le pont Teufelsbrücke réalisé en 1826 par la fonderie Henschel (dans le parc Wilhelmshöhe à Cassel)

L'entreprise Henschel & Sohn était une entreprise de construction mécanique allemande, créée le 28 juin 1810 à Cassel dans la Hesse par Georg Christian Carl Henschel (1759-1835) et son fils Johann Werner Henschel. Dès 1817, le frère aîné de Johann Werner, Carl Anton Henschel, devient partenaire de l'entreprise.
Elle est principalement connue pour sa production de locomotives puis également à partir des années 20 de camions et de bus mais également de chars et d'autres matériels militaires pendant la Seconde Guerre mondiale.
À la suite de son rapide déclin au début des années 1960 et son rachat en 1964, devient la société anonyme Henschel-Werke AG.

## Histoire

### Les origines
Au départ, le père et le fils Henschel ont créé une simple fonderie mais très vite, dès 1816, la petite entreprise familiale va produire des moteurs à vapeur et plus tard, des locomotives, du matériel militaire, des blindés, des aéronefs et enfin des camions et des autobus. Le premier logo (la lettre H inscrite dans une étoile à 6 branches), créé en 1930, sera maintenu jusqu’à la fin des années soixante.
En 1817, lorsque le frère aîné de Johann Werner, Carl Anton Henschel (1780-1861) devient partenaire de l'entreprise, il lance l'idée de construction d'un second atelier de production. Le site, à l'emplacement de l'actuelle université de Cassel (Holländischer Platz), sera opérationnel en 1837 et c'est dans ces ateliers que le 29 juillet 1848, la première locomotive à vapeur produite par Henschel a été livrée à la toute nouvelle société de chemin de fer Friedrich-Wilhelms-Nordbahn (en) fondée en 1844. Le 18 août 1848, la locomotive Drache (Dragon) atteignant 45 km/h est présentée au public.
Henschel avait fabriqué l'une des toutes premières locomotives à vapeur en Allemagne et sera, dans les années de la fin du XIXe siècle au début du XXe siècle, avec Borsig, l'un des plus importants fabricants de locomotives. Entre juillet 1848 et le 15 mars 1905, Henschell a produit plus de 7 000 locomotives à vapeur.
En 1873, le krach de l'entreprise a été évité de justesse mais a entrainé des pertes de ventes et des licenciements. Après la mort d'Oscar Henschel, son fils Karl Anton Theodor Ferdinand Henschel (1878 à Cassel - 1924) a pris la tête de l'entreprise. Jusqu'à son âge légal, c'est la veuve d'Oscar, Sophie Henschel, qui a géré l'entreprise.

### Première moitié duXXesiècle

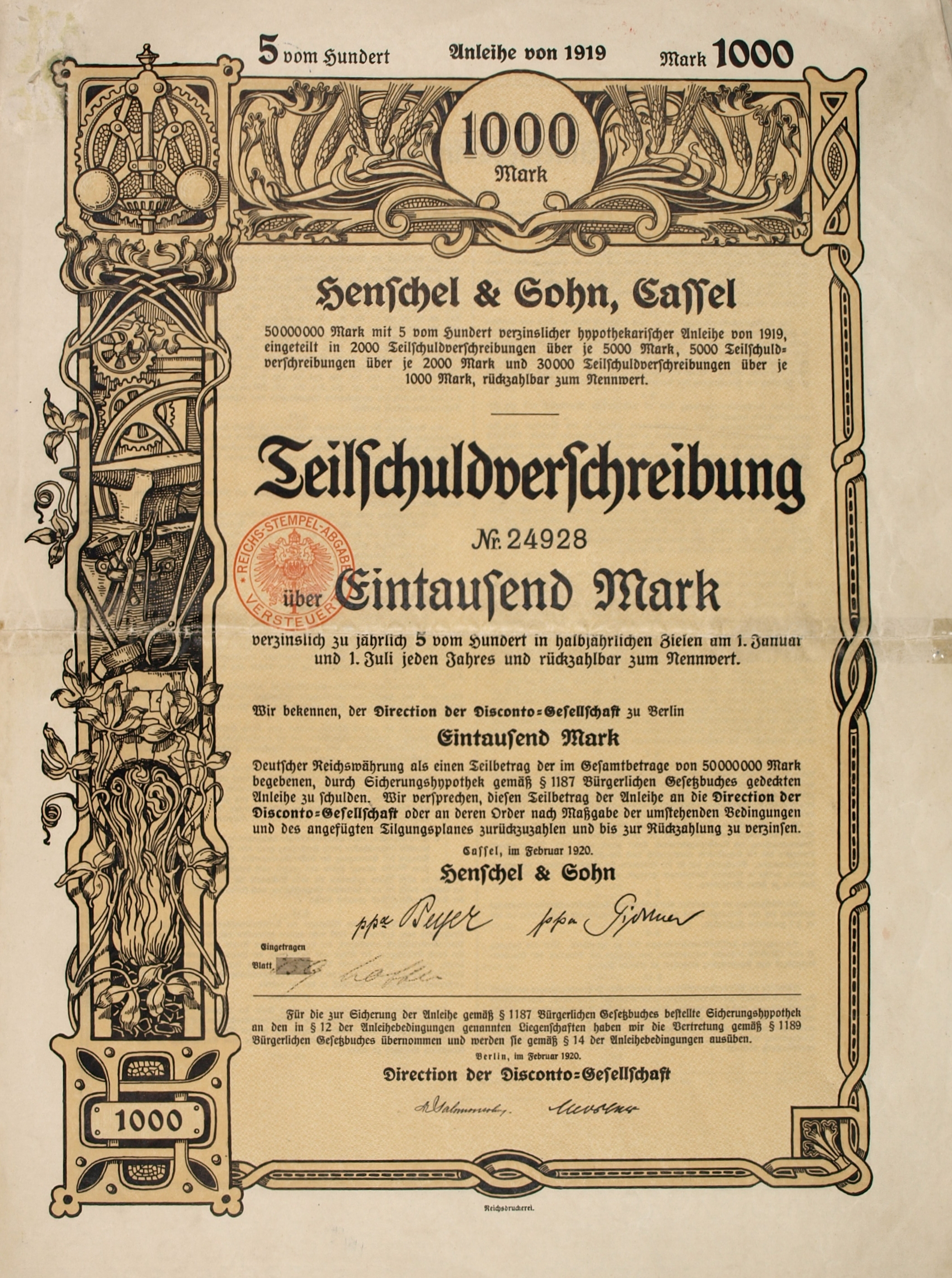
Obligation de la Henschel & Sohn GmbH en février 1920

En 1905, Henschel fabrique sa première locomotive électrique et en 1910 sa première locomotive avec moteur à essence. En 1918, la division Henschel Antriebstechnik commence à produire des boîtes de vitesses dans l’usine de Mittelfeld.
Durant la Première Guerre mondiale, Henschel produisit beaucoup de matériel militaire, notamment de l'armement. En 1920, l'entreprise familiale est transformée en société à responsabilité limitée de droit allemand, "Henschel & Sohn GmbH".
Avec la crise économique persistante et alors que les rumeurs annonçaient l'effondrement de l'économie mondiale pour le milieu des années 1920, Henschel se diversifie pour ne plus être entièrement dépendant de la construction de locomotives. La décision est prise de s'orienter dans le secteur des véhicules utilitaires, en pleine expansion. En janvier 1925, Henschel commence la production de camions et de châssis d'autobus. Le premier camion de 3 et 5 tonnes est fabriqué sous licence du constructeur suisse FBW, d'une série de 300 véhicules, au début avec une transmission par chaîne et, un an plus tard, une transmission classique.
Au cours des années suivantes, Henschel va développer ses propres modèles de camions et autocars et moteurs diesel et essence. Vers la fin des années 1920, Henschel présente des camions équipés de moteurs à vapeur (jusqu'en 1936) et des autocars à gazogène, qui seront fabriqués en très petites quantités.
À partir de 1928, l'entreprise fabrique ses propres moteurs diesel. En 1930, la gamme de camions, largement inspirée du premier modèle construit sous licence FBW, comprend des modèles allant de 2,5 tonnes à 12 tonnes de charge utile, en version porteur deux et trois essieux. Durant cette période, la société connait une très forte croissance externe avec le rachat de plusieurs constructeurs de locomotives :
- Buckau R. Wolf AG, en 1928,
- Linke-Hofmann, en 1930, à parts égales avec Krupp AG,
- Hanomag, en 1931.

En 1929, le projet de fusion avec le constructeur allemand de locomotives J.A. Maffei de Munich échoua, les héritiers de Josef Anton von Maffei  préférèrent fusionner avec la société Krauss & Co pour former KraussMaffei AG en 1931.
La fabrication des premiers engrenages à vis sans fin sous licence David Brown Ltd commence en 1933.
En 1932, les premiers moteurs diesel de type Henschel-Lanova, du nom du technicien Franz Lang, qui assurait une combustion beaucoup plus « douce » que les moteurs précédents, furent introduits. Ces moteurs furent aussi utilisés pour motoriser des autocars et des locomotives. Le procédé Lanova est resté en vigueur sur les camions Henschel jusqu'au début des années 1960 Au cours des années 1930, Henschel fabriqua surtout des châssis de camions et autocars lourds. En 1936, la firme dispose d'un nouveau moteur diesel de 12 cylindres opposés développant 300 chevaux qui équipa des véhicules de chantier.
De 1933 à 1945, Henschel a  aussi produit dans son usine de Cassel les célèbres char d'assaut Panzer Tiger et, à Berlin, des avions militaires et des missiles.
Comme pendant la Première Guerre mondiale, durant la Seconde Guerre mondiale, Henschel continua à fabriquer, pour l'armée nazie, beaucoup de matériels militaires, des chars d'assaut, des avions, des missiles et des camions. Henschel était devenu l’un des plus importants fabricants du complexe militaro-industriel allemand, produisant de nombreux prototypes de chars (par exemple le D.W.2 (Durchbruchswagen 2), son héritier direct le VK30.01(H), ou encore le Tigre. Les usines Henschel étaient donc une des cibles privilégiées des bombardements alliés et furent pratiquement entièrement détruites en 1943.
Production de chars et de camions par Henschel & Sohn Gmbh de 1933 à 1944 :
| Année | Chars d'assaut | Camions militaires |
| ----- | -------------- | ------------------ |
| 1933  | -              | 135                |
| 1934  | 6              | 733                |
| 1935  | 60             | 1.833              |
| 1936  | 153            | 1.994              |
| 1937  | 260            | 3.048              |
| 1938  | 270            | 3.033              |
| 1939  | 210            | 2.702              |
| 1940  | 164            | 1.954              |
| 1941  | 334            | 2.066              |
| 1942  | 597            | 953                |
| 1943  | 850            | 548                |
| 1944  | 1.000          | 55                 |
| Total | 3.904          | 19.054             |

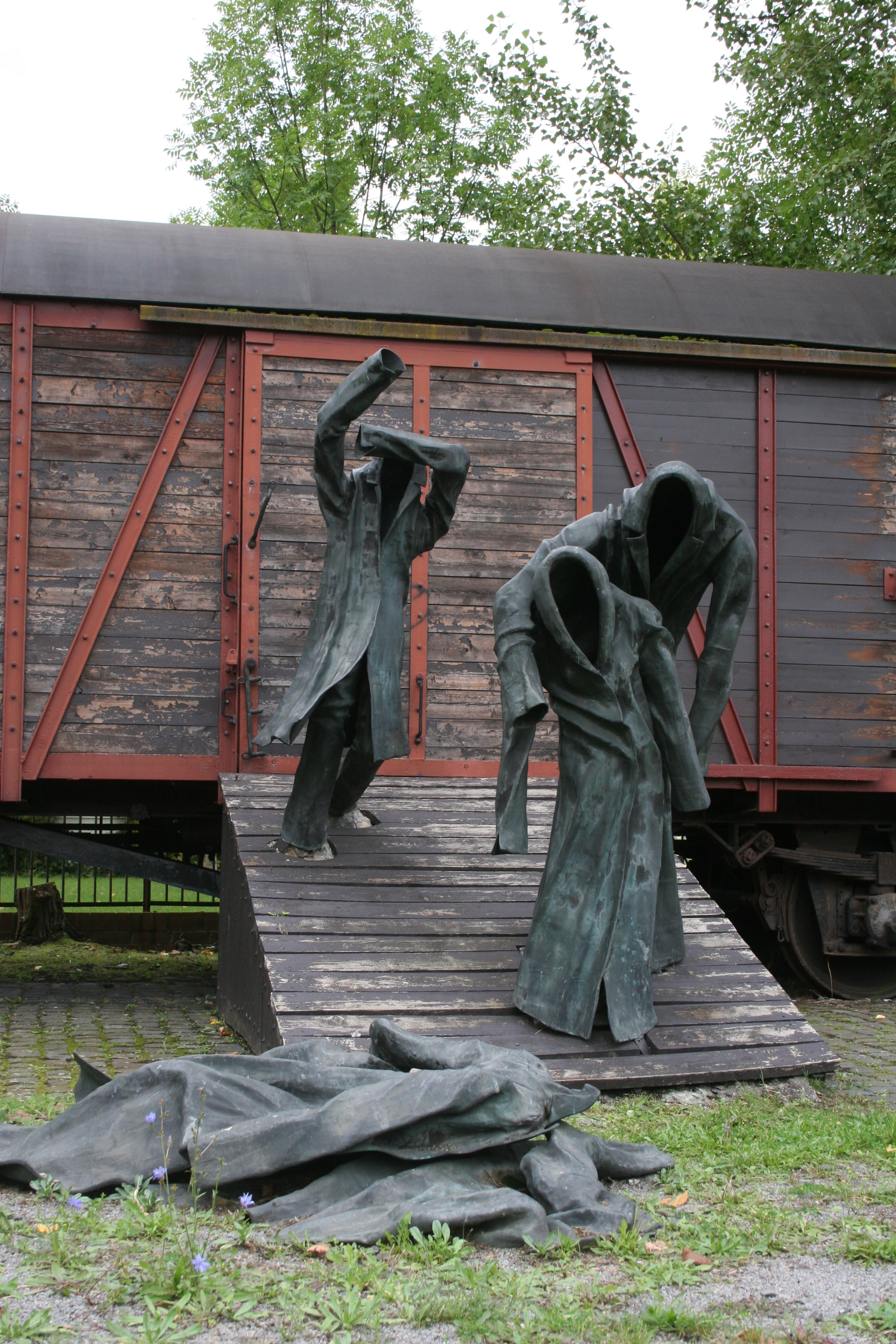
Mémorial "Die Rampe" de l'holocauste sur l'ancien site Henschel de Cassel

Pendant le IIIème Reich, les dirigeants de la société Henschel ont largement profité du système nazi pour se développer. L'entreprise a très rapidement convertit ses productions pour satisfaire l'effort de guerre. De nombreux fournisseurs ont été expropriés ou « aryanisés » et inclus dans l'entreprise. Pendant cette période, on a compté jusqu'à 6 000 travailleurs forcés dans les usines Henschel. Ces faits sont aujourd'hui rappelés par le mémorial "The Ramp", implanté sur le site de l' université de Cassel (Holländischer Platz), là où se trouvait l'usine principale Henschel. Le 14 juin 1941, l'usine de locomotives de Kassel Henschel & Sohn a livré la 25 000e locomotive à la Deutsche Reichsbahn.

### Deuxième moitié duXXesiècle(après la Seconde Guerre mondiale)[7]
La ville de Cassel ainsi que les usines de la société Henschel ont été en grande partie détruites par les bombardements alliés du 22 octobre 1943.
En raison de son engagement dans l’appareil militaire nazi, la société Henschel a été sanctionnée et n'a pu reprendre la production qu’en 1946. Au lendemain de la guerre, elle ne fut autorisée qu'à fabriquer de petites locomotives pour un usage industriel et à réparer les camions encore existants. Henschel ne put reprendre la construction de grosses locomotives qu’à partir de 1948.
Le nom de Henschel qui avait été lié de trop près à la fabrication de matériels de guerre fut, dans un premier temps, interdit par les Alliés. La société pris alors provisoirement le nom de « Hessia », nom dérivé du Land de Hesse où se trouve la ville de Cassel. Henschel ne recouvra son nom qu’en 1948.
Après que l’autorisation lui fut accordée en 1946, Henschel réalisa des trolleybus en nombre important. Les camions à moteur essence de l’armée d'occupation américaine furent rééquipés avec des moteurs diesel. Par la suite, des châssis d’autobus, dérivés de camions, furent carrossés par d'autres sociétés.
Ce n’est qu’en 1950, donc bien après ses principaux concurrents, que la fabrication de camions reprit à nouveau. Le premier modèle fut le camion lourd HS 140 pouvant transporter une charge utile de 6,5 tonnes. Il tirait sa désignation de son moteur de 140 ch et possédait des phares placés à l’extérieur de son capot moteur, long et étroit. Des modèles plus puissants suivirent dont le HS 170 (170 ch). Henschel introduisit également une gamme de camions à cabine avancée.
Au Salon de Genève 1950, Henschel présente un autocar de luxe, construit sur une base Kässbohrer, mais équipé de deux moteurs de 5,4 litres développant 95 Ch, le HS 190N Bimot. Il comporte deux moteurs car le Conseil de contrôle allié, dans les sanctions prises contre l'Allemagne, interdit aux constructeurs de fabriquer des moteurs d'une puissance supérieure à 150 cv. En combinant la puissance des deux moteurs de 95 cv Henschel avait réussi à contourner cette imposition qui sera levée en 1951. Ce modèle d'autocar n'a été fabriqué qu'en très petite quantité en 1950 et 1951. En 1951, sur commande spéciale de Esso AG, une variante tracteur de semi-remorque a été fabriquée en 3 exemplaires, le tracteur 6x4 HS 190S Bimot d'une longueur de 7,30 m, appelé "porte d'armoire". Le conducteur était assis directement derrière les moteurs transversaux. Le double essieu arrière était entraîné par une transmission à vis sans fin, le deuxième essieu arrière étant directement couplé au premier. Avec une remorque citerne à deux essieux d'une capacité de 21 000 litres, le HS 190 S pouvait atteindre une vitesse de pointe de 65 km/h avec un poids total de 30 tonnes. La consommation de carburant était de 45 litres aux 100 km, selon les spécifications d'usine.
Malgré une présentation officielle du tracteur au Salon international de l'automobile de 1951, les trois exemplaires sont restés uniques.
En 1953, le camion de chantier HS100 AK est commercialisé. Il comporte quatre roues motrices, un moteur diesel Lanova de 6 cylindres, une transmission à 5 rapports, des freins pneumatiques. Il dispose d'un PTAC de 9,5 tonnes à 10,5 tonnes. Ce véhicule a été produit jusqu'en 1962 à 16 660 exemplaires.
Bien qu'ayant pu reprendre ses fabrications dès 1948, comme beaucoup d'entreprises industrielles allemandes qui ont eu une activité soutenue pendant la guerre, l'entreprise connait de graves difficultés financières et est au bord de la faillite. En 1953, Henschel est rachetée par la société WUMAG Hamburg qui l'intègre sous le nom Henschel Maschinenbau pour la production de moteurs de forte puissance comme les moteurs marins et les turbines à vapeur.
L'ancienne société Henschel & Sohn GmbH connait une grave crise en 1957 en raison des difficultés de vente dans le secteur des camions, de retards dans les commandes d'armement de la Bundeswehr (HS 30) et de modifications des motorisations diesel et électriques des locomotives qui ont été lancées trop tard. Son propriétaire, Oscar R. Henschel, doit vendre et abandonner la direction de la société qui est renommée Henschel-Werke GmbH et deviendra une société anonyme en 1962.
En 1961, Henschel GmbH arrête la fabrication de locomotives à vapeur et reprend en partie la fabrication de locomotives diesel de la société Maschinenfabrik Esslingen et signe, la même année, un accord commercial avec le nouveau constructeur français de poids lourds Saviem pour lui fournir sa gamme de véhicules lourds à capot qui font défaut au Français. Cette entente prend fin deux ans plus tard car Saviem se tourne vers son concurrent MAN AG. En 1963, la production d'autocars est définitivement arrêtée.
En 1964, le groupe métallurgique Rheinstahl (Rheinische Stahlwerke) rachète la totalité des actions de Henschel AG qui change à nouveau de raison sociale en 1965 et devient Rheinstahl-Henschel AG mais conserve la marque Henschel et son logo.
En 1967, la firme développe un fourgon-pompe d'une capacité de 1 500 litres par minute équipé d'un réservoir d'eau de 2 000 litres, équipé d'un moteur diesel avec quatre roues motrices. Ce véhicule de pompier porte le nom de série HS100.
En 1968, les divisions poids lourds de Rheinstahl-Henschel AG et d'Hanomag fusionnent pour donner naissance, le 1er avril 1969, à la société Hanomag-Henschel-Fahrzeugwerke GmbH et à la marque Hanomag-Henschel dont Mercedes-Benz détenait 51% du capital. À la suite d'énormes pertes financières et du risque de faillite, la société est intégralement cédée à Daimler-Benz en 1970. Les camions conserveront toutefois la marque Hanomag-Henschel jusqu'en 1974 avant de changer définitivement de nom.
En 1969, Henschel reprit la production des locomotives à moteur diesel de la société Klöckner-Humboldt-Deutz AG (KHD) située à Cologne (Köln-Deutz). Rheinstahl AG fut reprise en 1976 par le groupe ThyssenKrupp AG (August Thyssen-Hütte AG), moment à partir duquel les usines de locomotives de Cassel s’appelèrent Thyssen Henschel. Le nom de Henschel, riche en tradition, continua de vivre sur les locomotives.
La fusion avec la société ABB (successeur de BBC de Mannheim) donna naissance en 1990 à ABB Henschel AG sise à Mannheim. En 1995, ABB et Mercedes-Benz convinrent de fusionner leurs branches respectives de moyens de transport sous la désignation ABB Daimler Benz Transportation Adtranz. Ceci mit définitivement fin à l’existence du nom de Henschel le 1er janvier 1996 en tant que fabricant de véhicules.
Adtranz, responsable de la construction de véhicules sur rail, est une filiale à 100 % de DaimlerChrysler-AG. ADTranz fut ensuite cédée en 2001 à Bombardier Transport. L’usine de Cassel continue à produire et moderniser des locomotives électriques et à moteur diesel. Les séries de locomotives électriques 101, 145, 146 et 185 ont été fabriquées pour les chemins de fer allemands (Deutsche Bahn AG).
Des parties des anciennes usines Henschel sont cédées à TKTR (Thyssen-Krupp Transrapid et Henschel Recycling Technik) et la branche Matériel Militaire appartient depuis fin 1999 à Rheinmetall-DeTec AG.
En 2003, le musée Henschel (ouvert au public) a été installé sur l’emplacement de l’ancienne usine de Cassel-Rothenditmold (dans la rue Wolfhager Strasse).
En mars de la même année, Akros reprend les actifs d'Henschel Recycling Technik et fusionne pour devenir Akros Henschel. Le nouveau groupe ainsi créé devient l'un des leaders de la construction d'équipements pour le traitement des déchets métalliques : presses à paqueter, cisailles hydrauliques et broyeurs.

## Les produits

### Équipements pour le recyclage des ferrailles et métaux

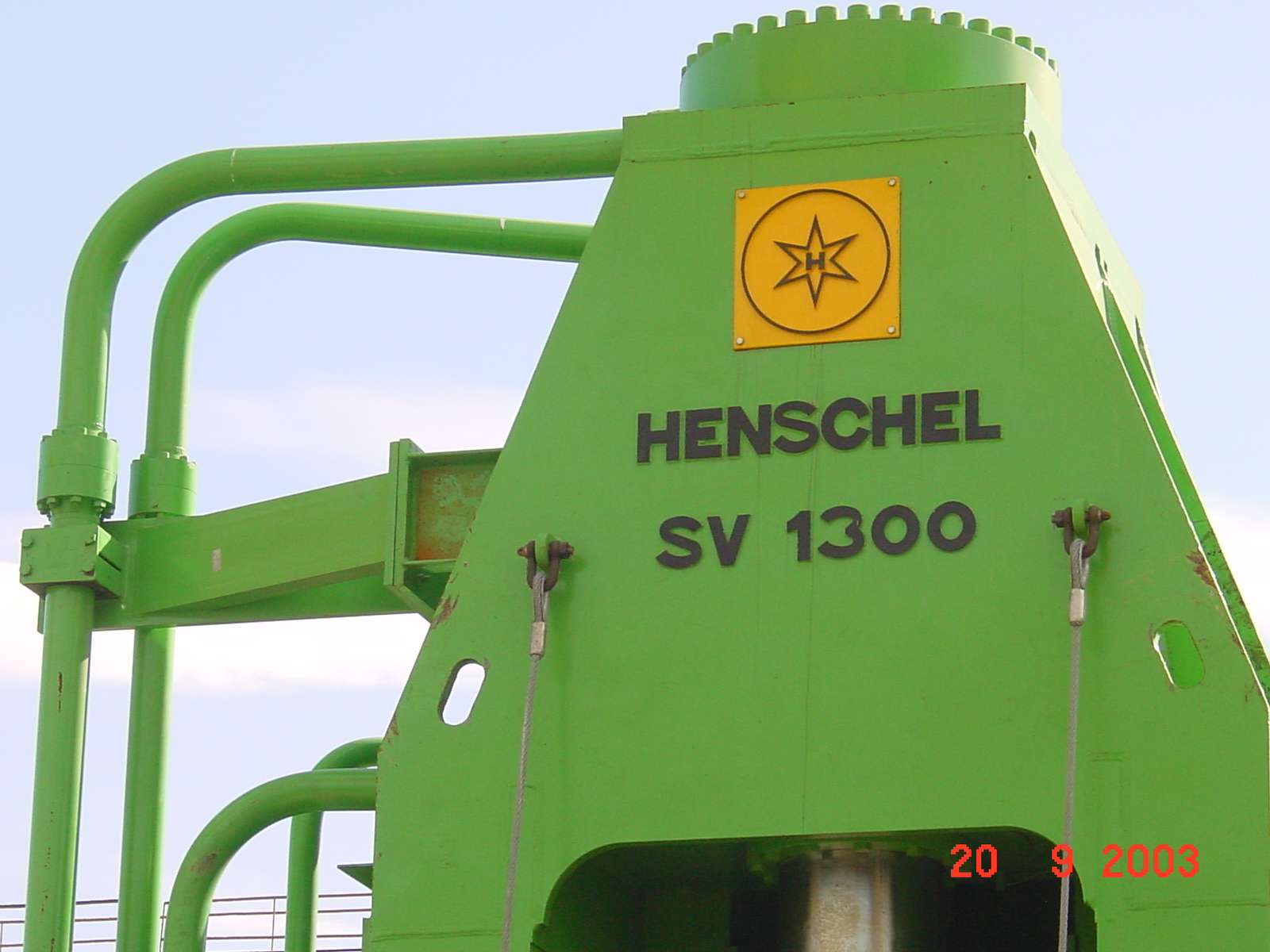
Henschel
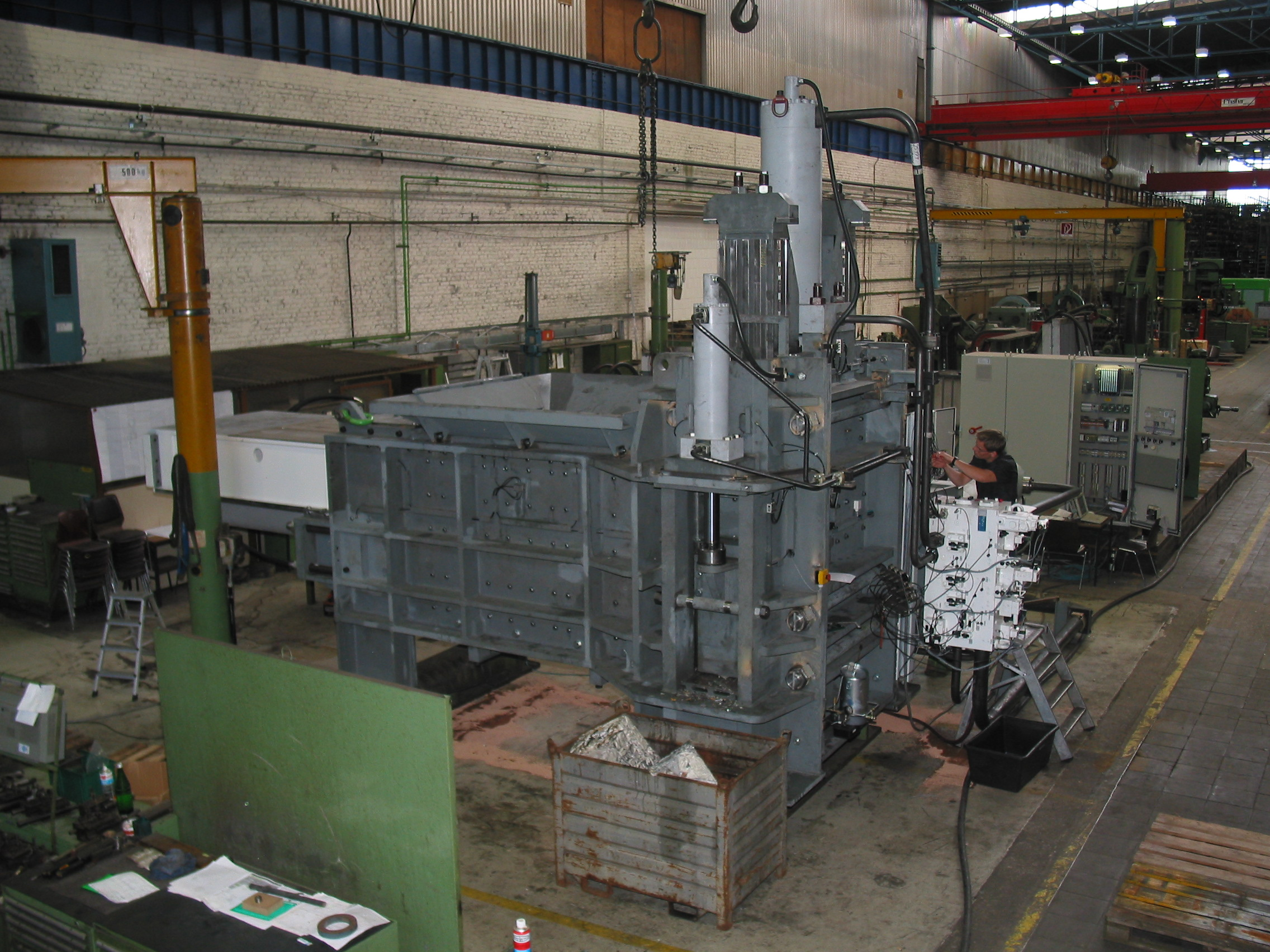
Presse à paquets Henschel modèle PS3-40x40
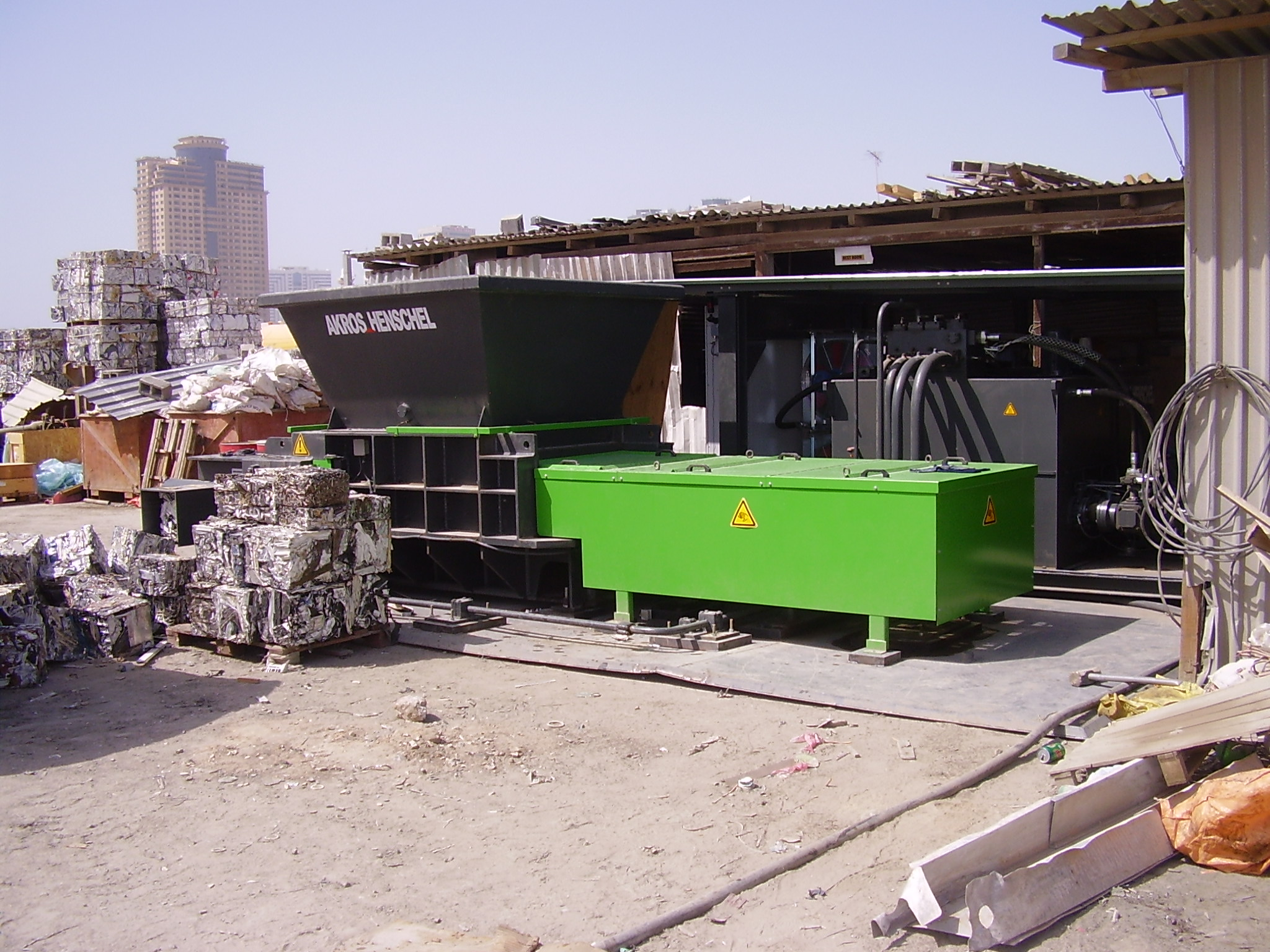
Presse à paquet Akros Henschel sur site
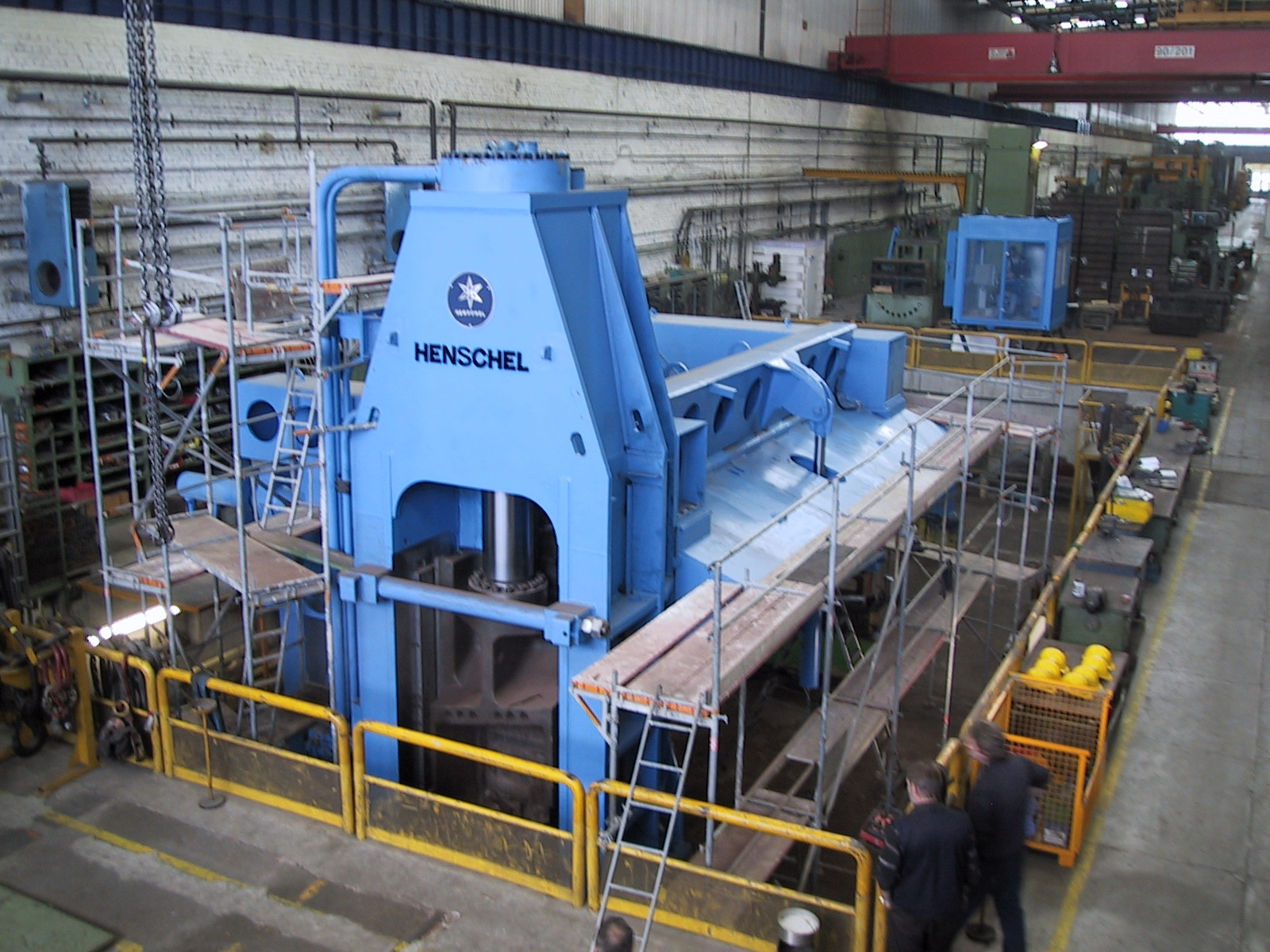
Cisaille hydraulique 1 250 tonnes Henschel
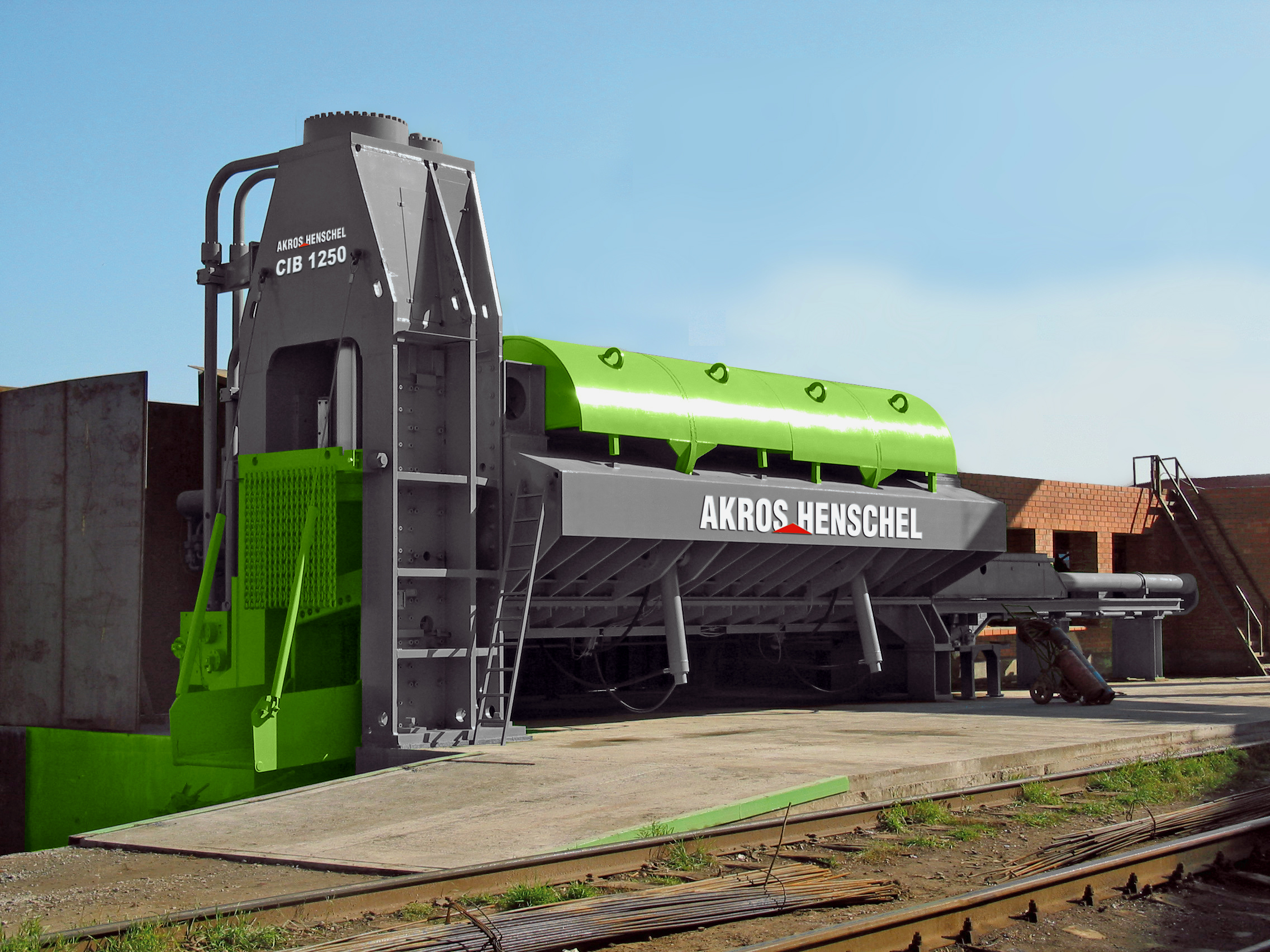
Le même modèle sur site
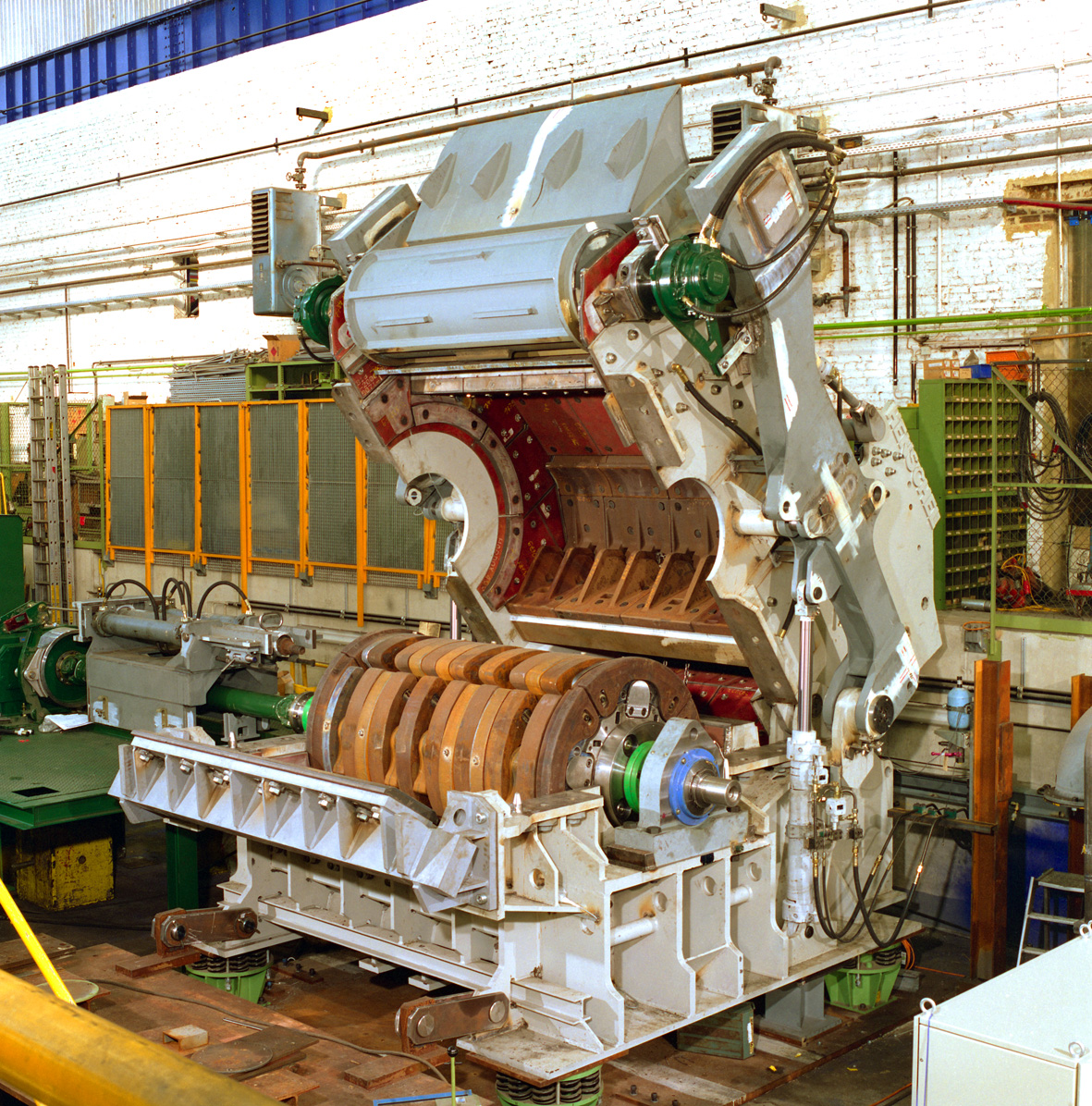
Casing broyeur Henschel
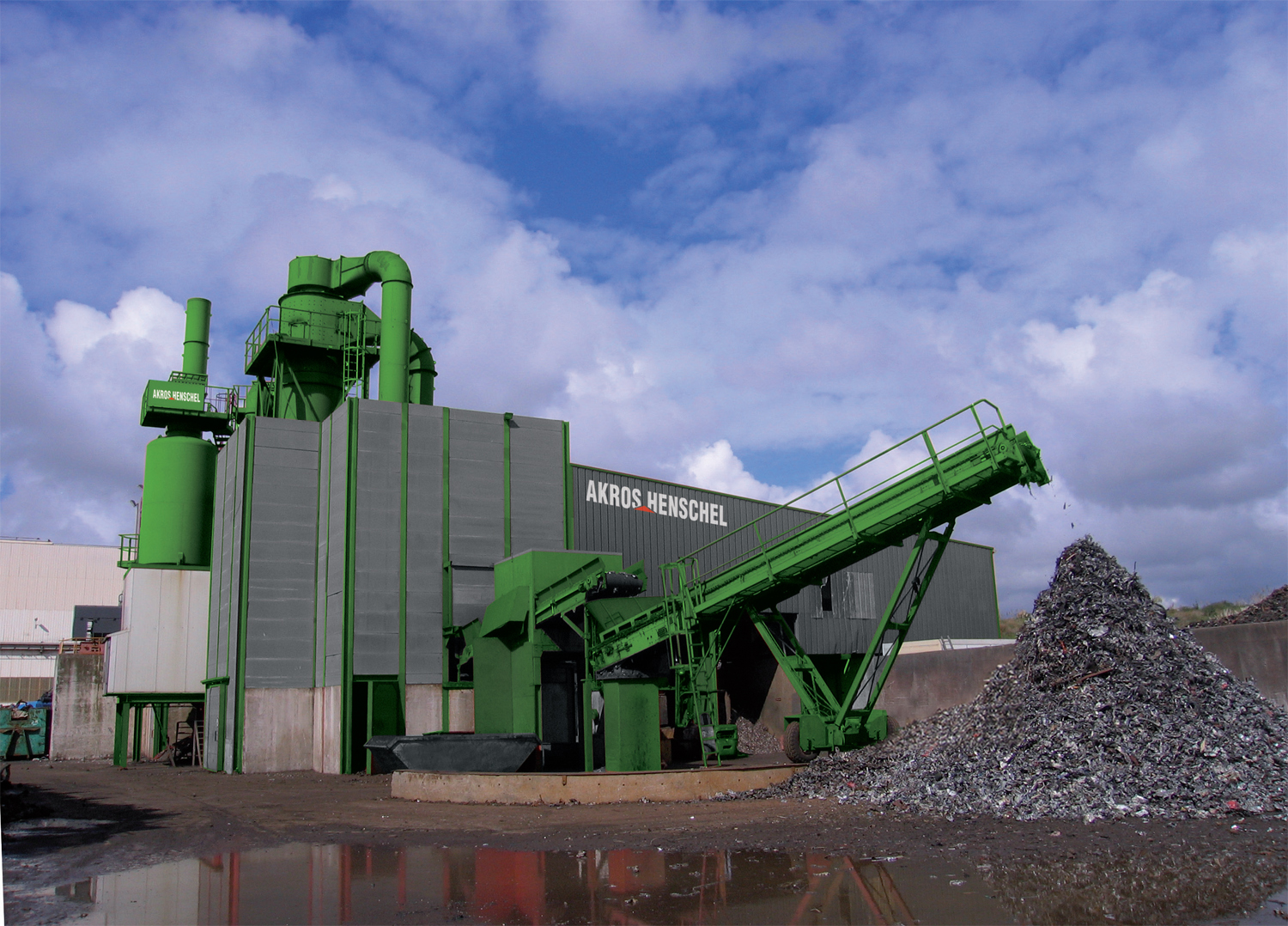
Broyeur Akros Henschel

### Locomotives

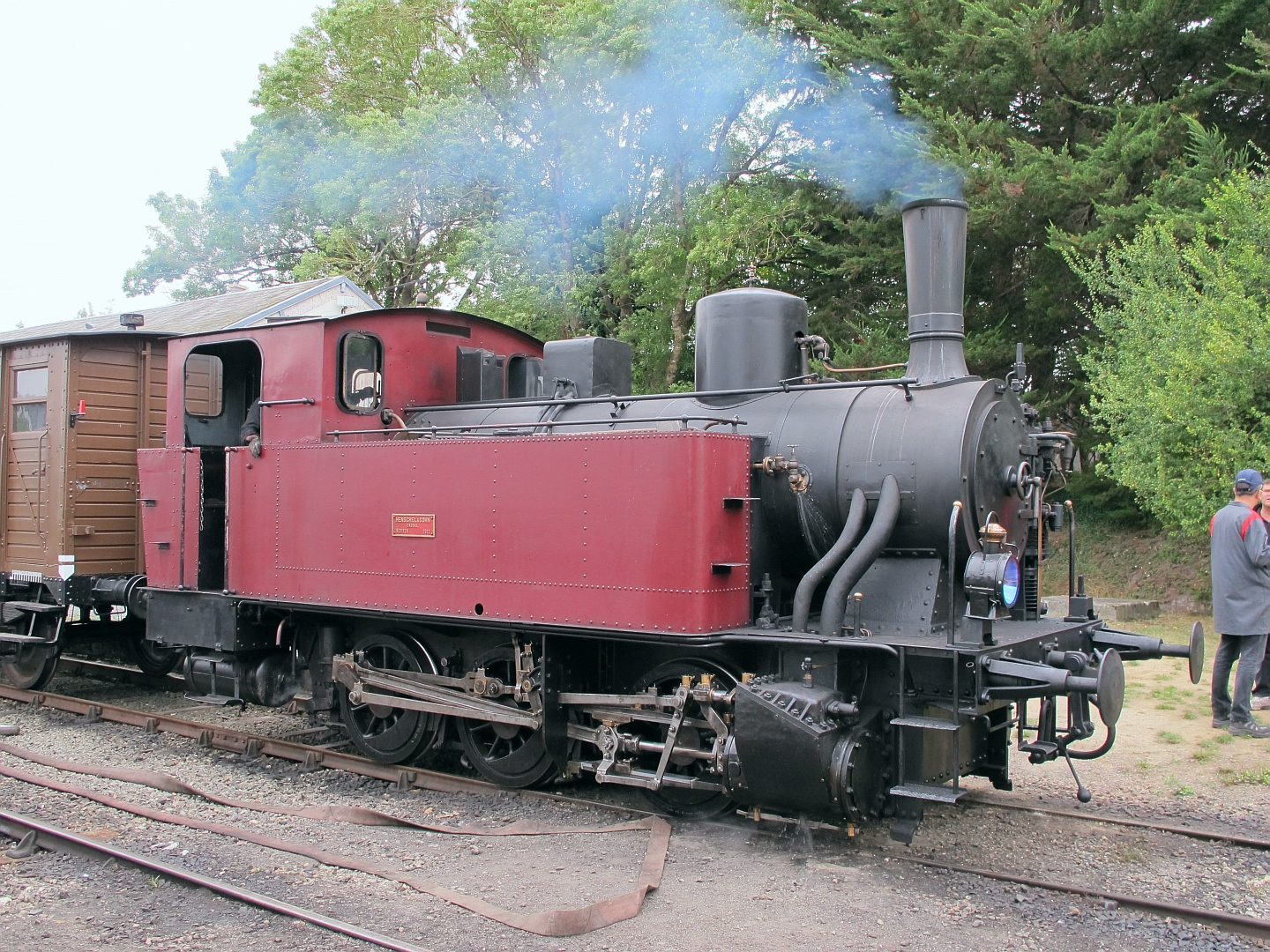
Une locomotive à vapeur industrielle Henschel.
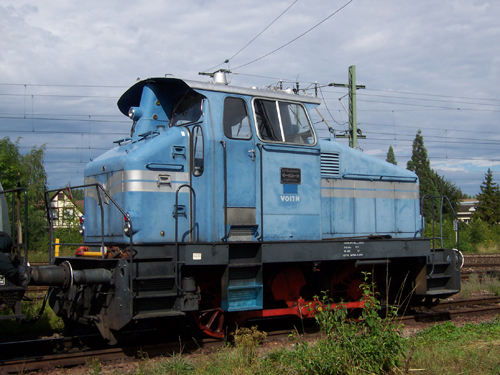
La Henschel DH 240
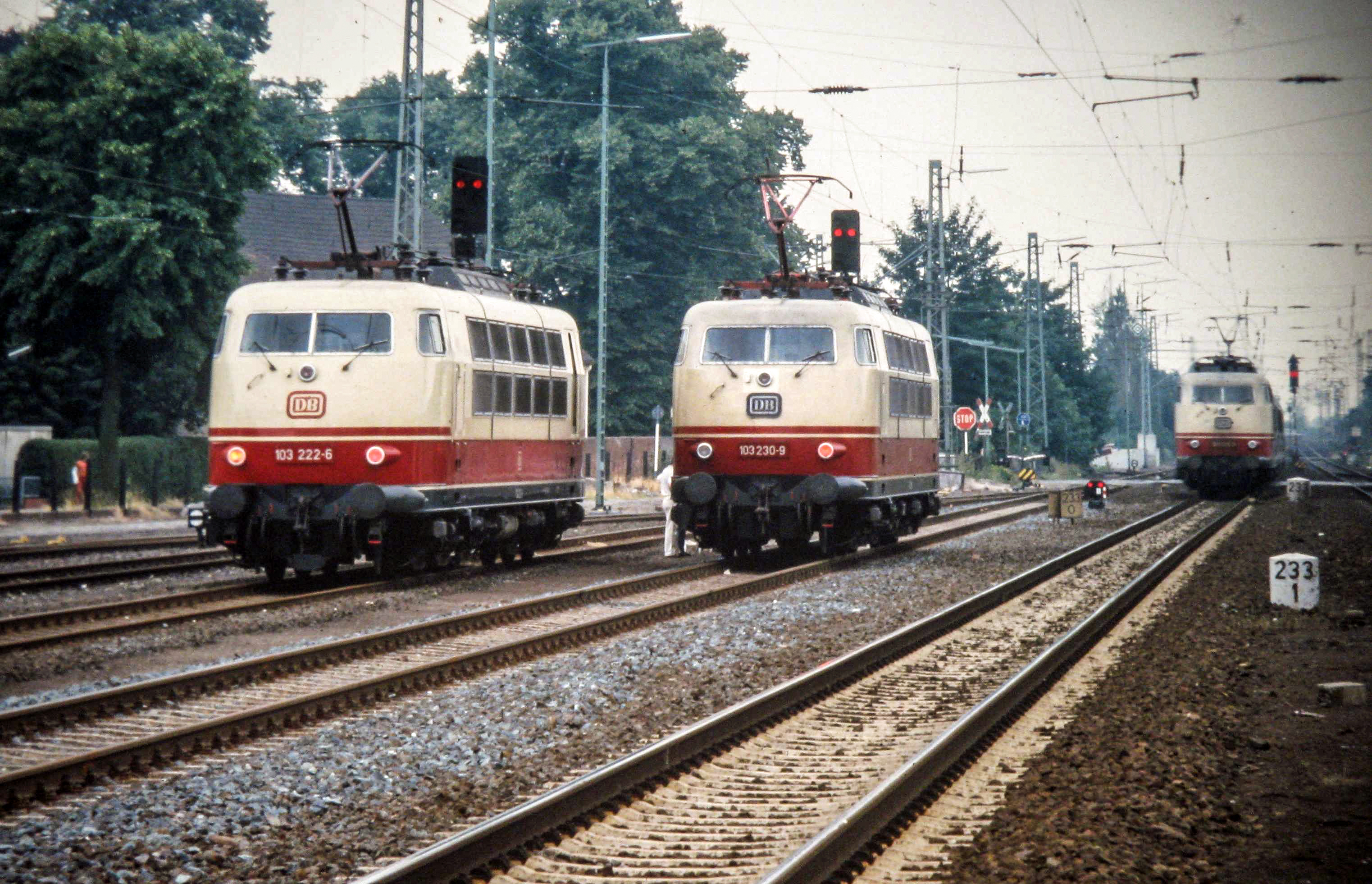
Les modèles 103-222-6 et 103-230-9, peinture beige-bordeaux
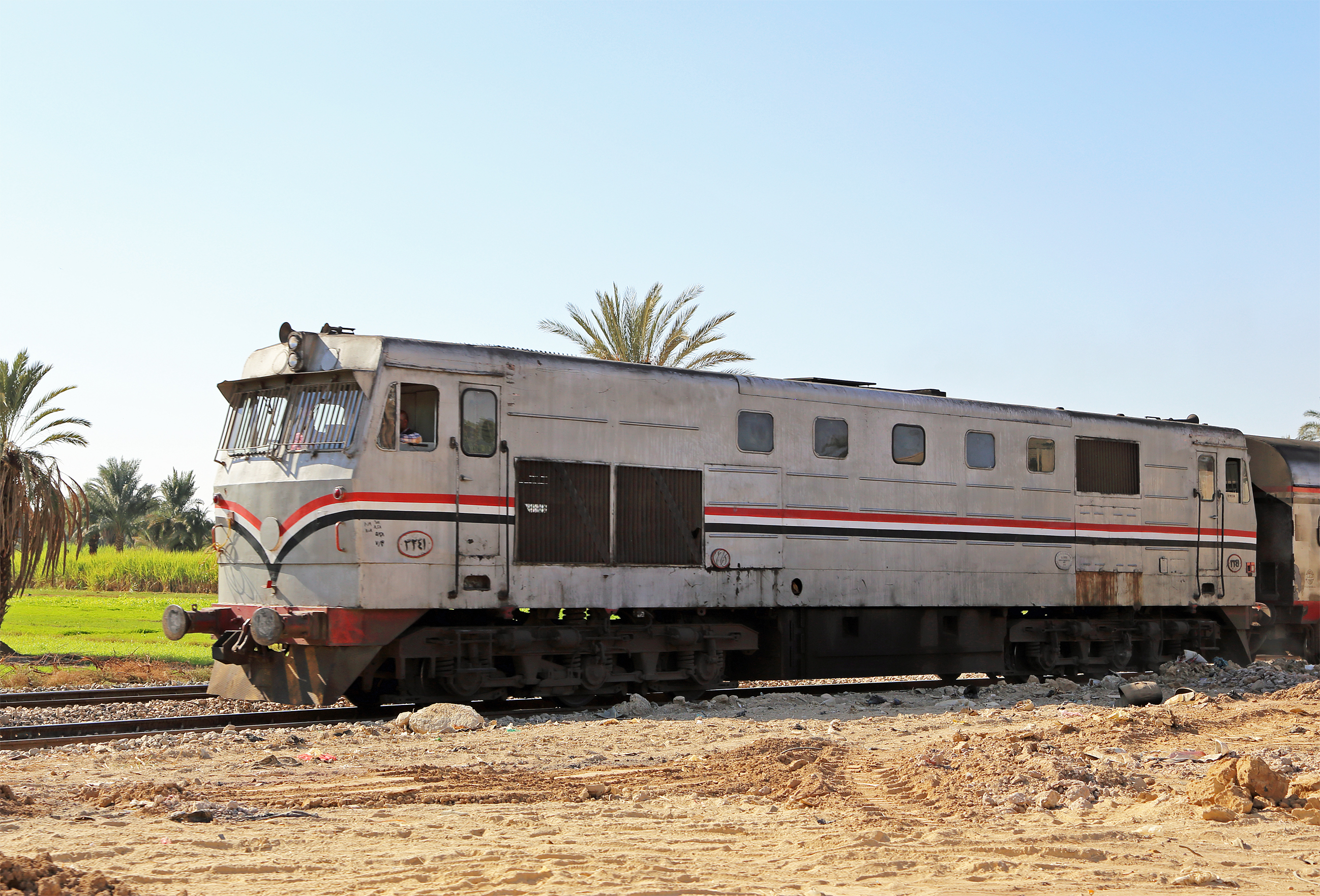
Une des 280 locomotives AA22T livrées par Henschel aux Chemins de Fer de l'État égyptien entre 1976 et 1993, et toujours en service actuellement

### Camions

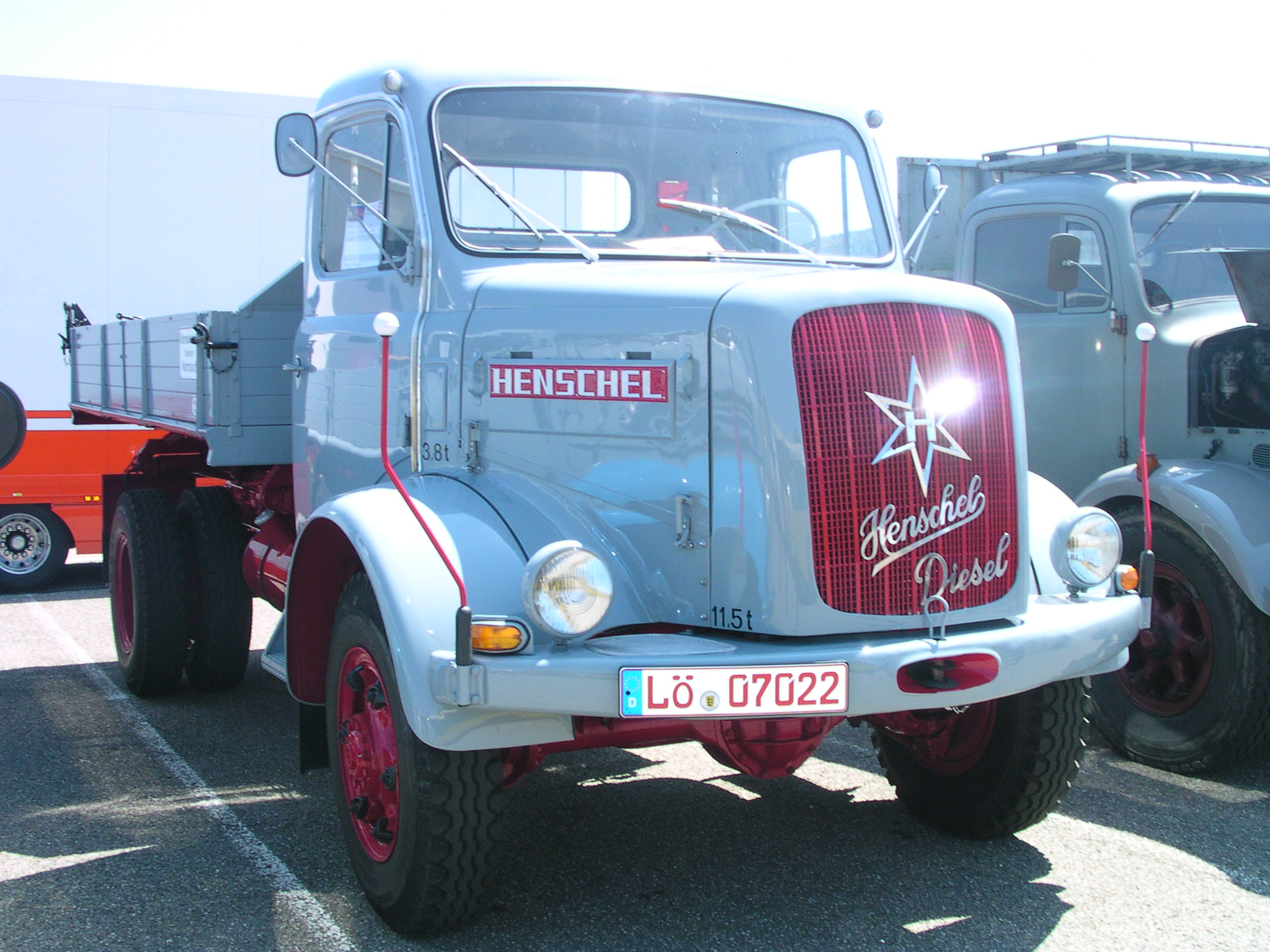
Henschel HS 100 AK
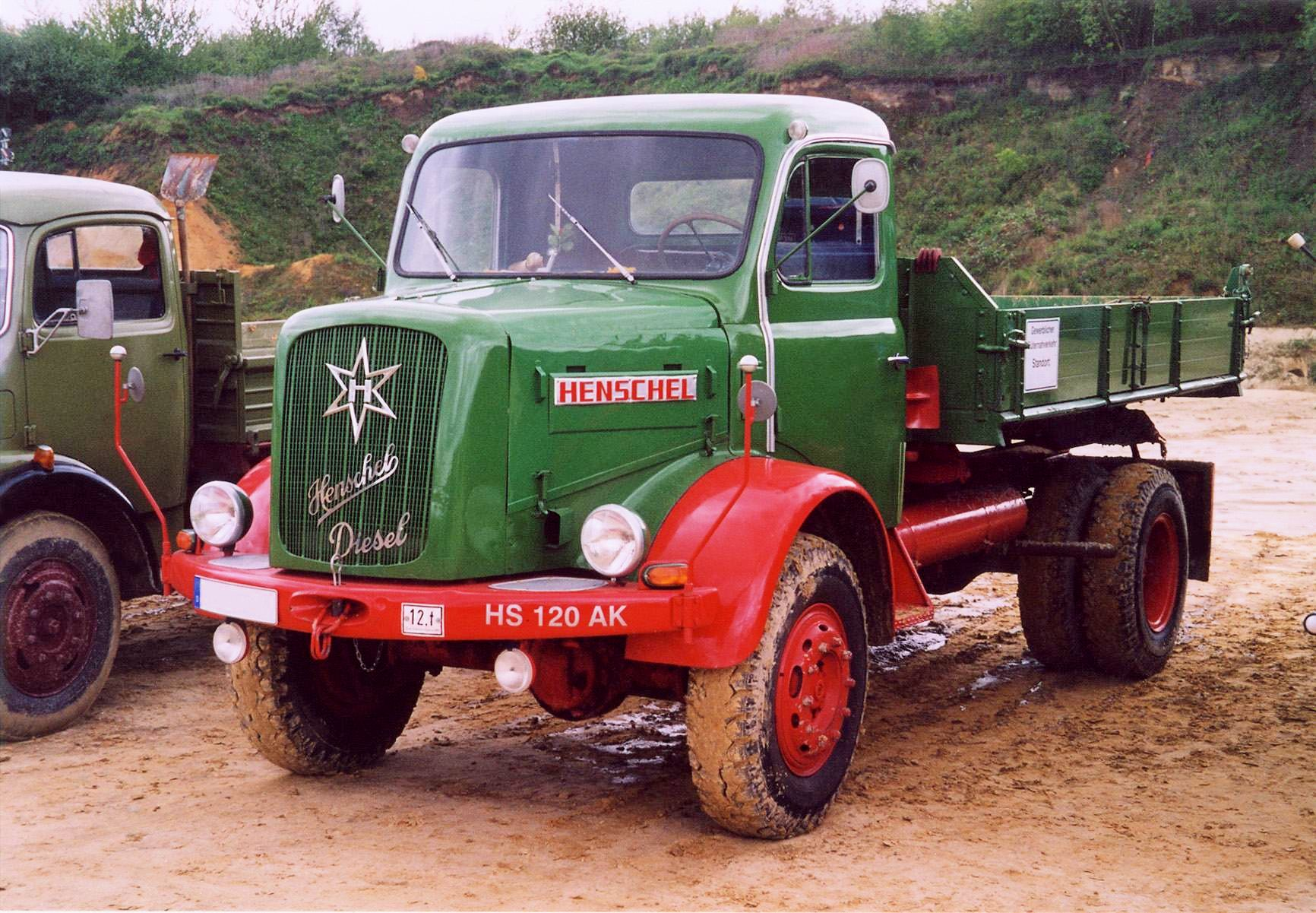
Henschel HS 120 AK
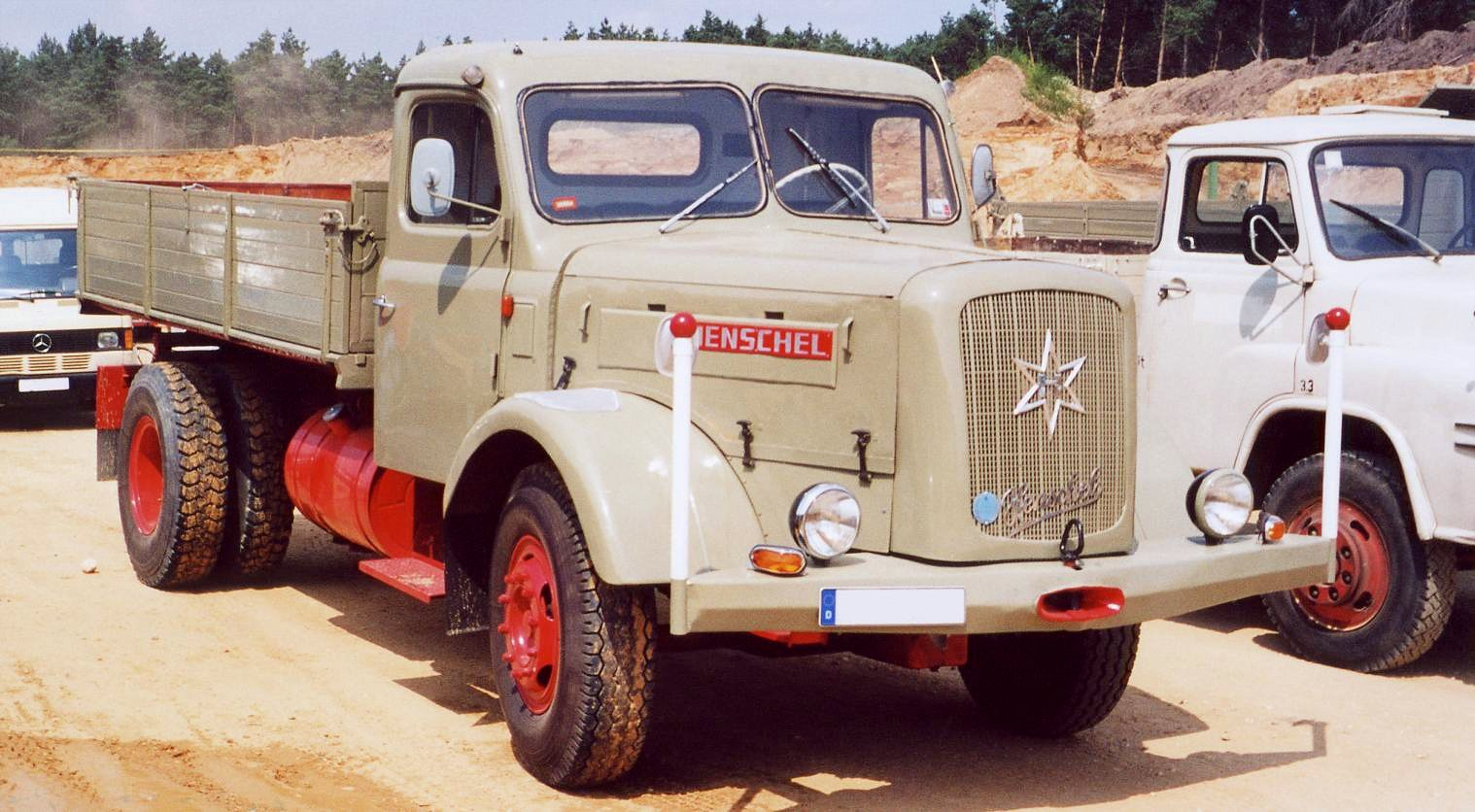
Henschel HS 140 K
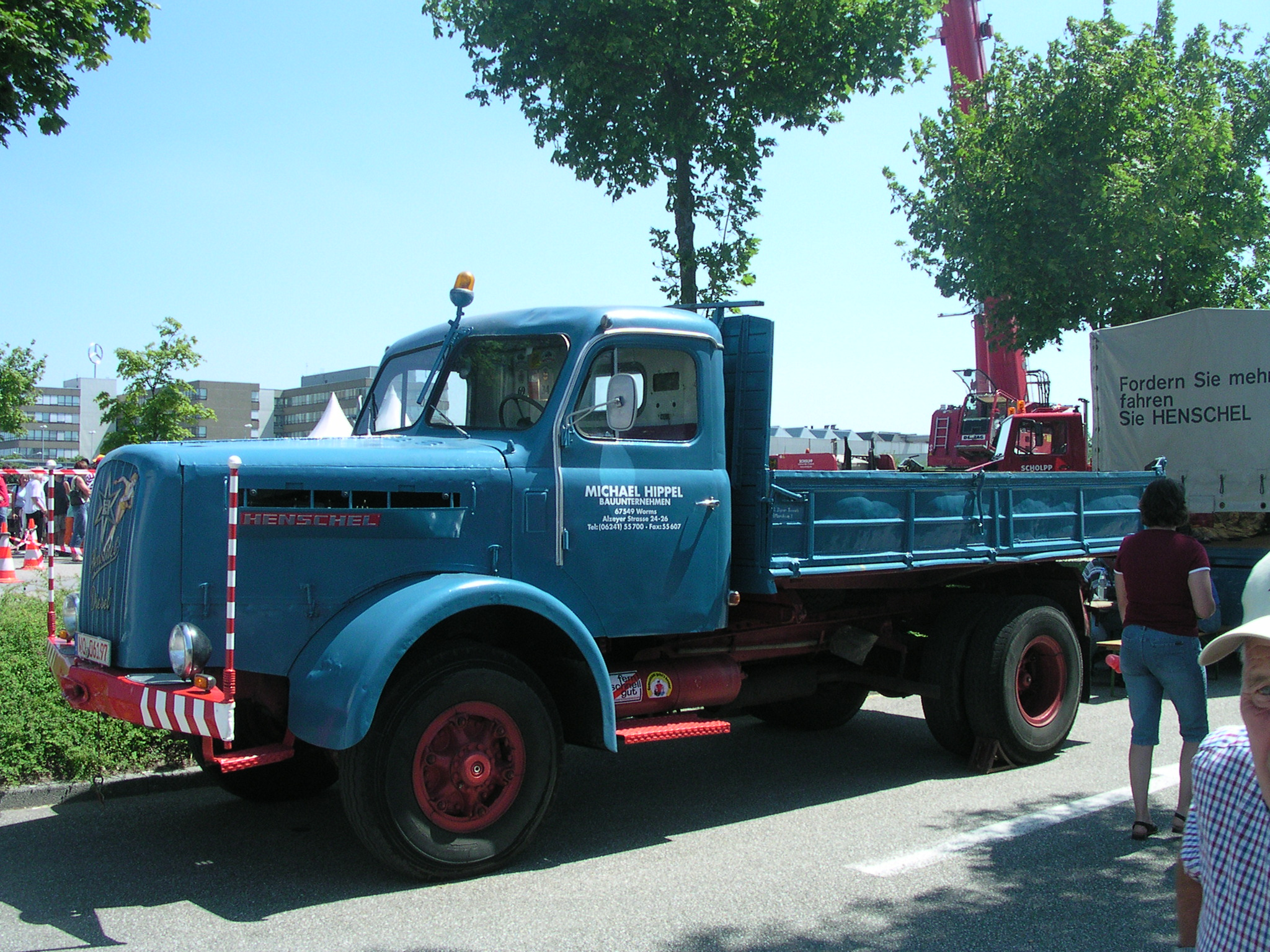
Henschel H 140
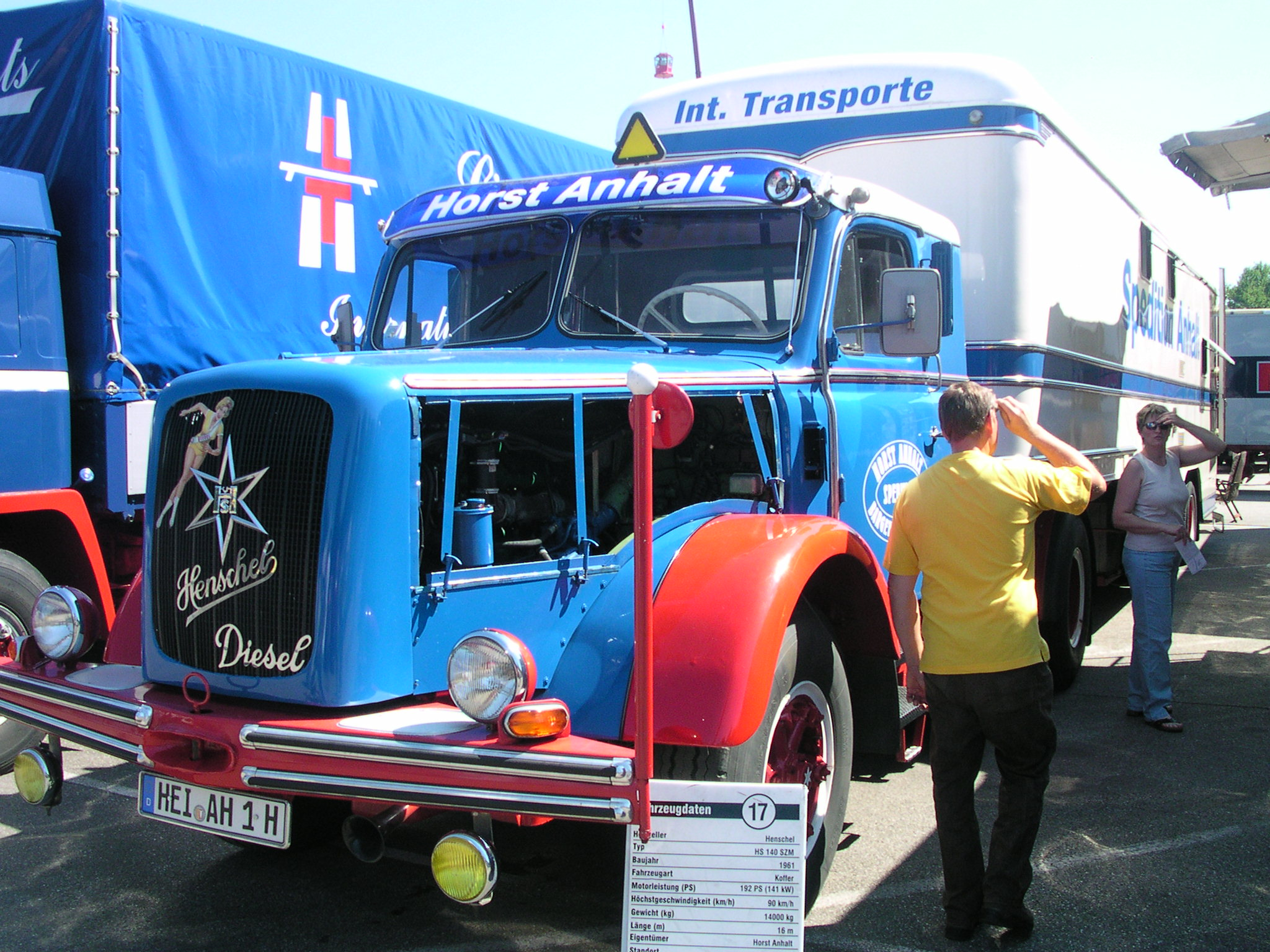
Henschel HS 140 SZM
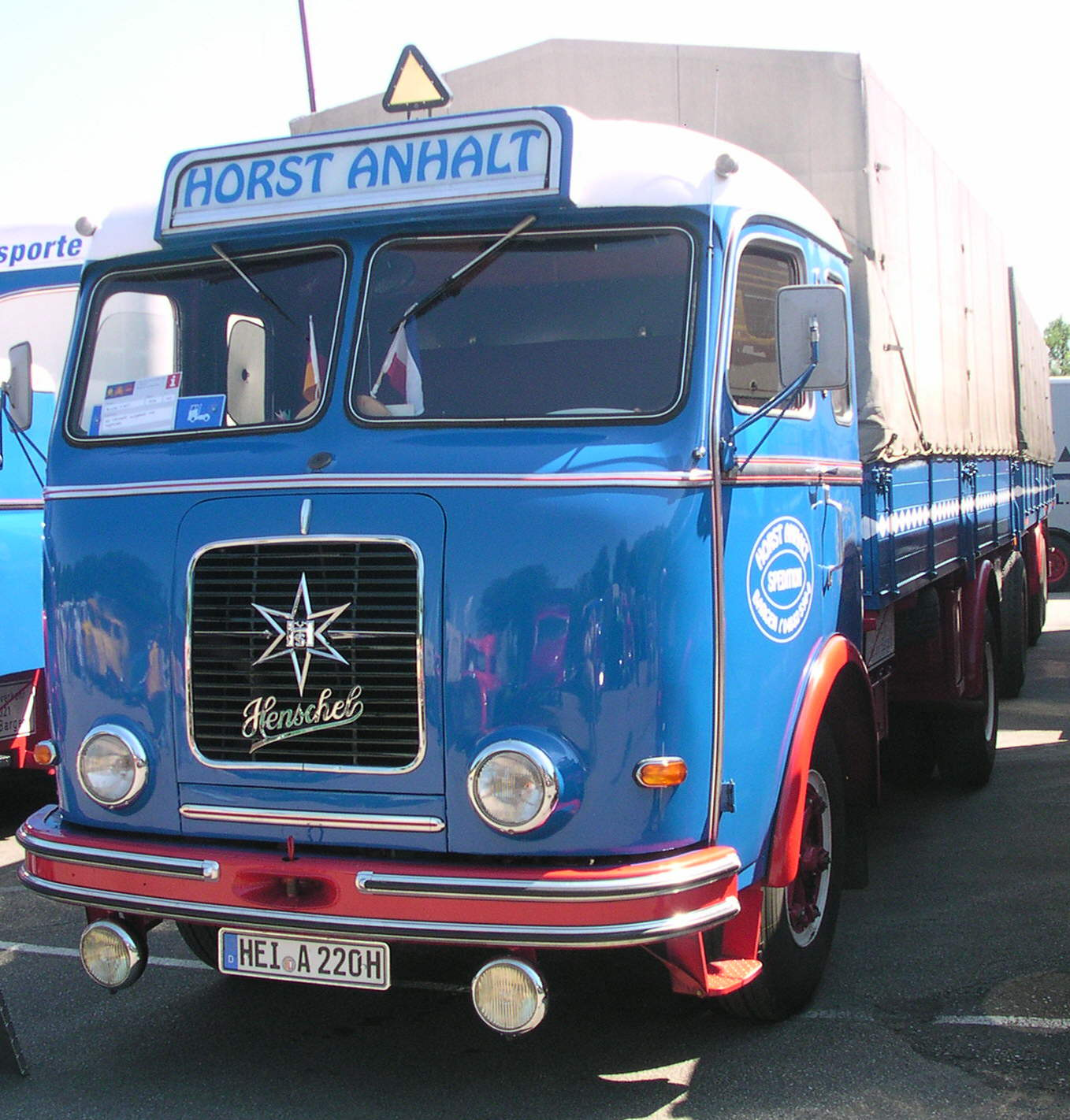
Henschel HS 165 à cabine avancée de la société Kässbohrer)
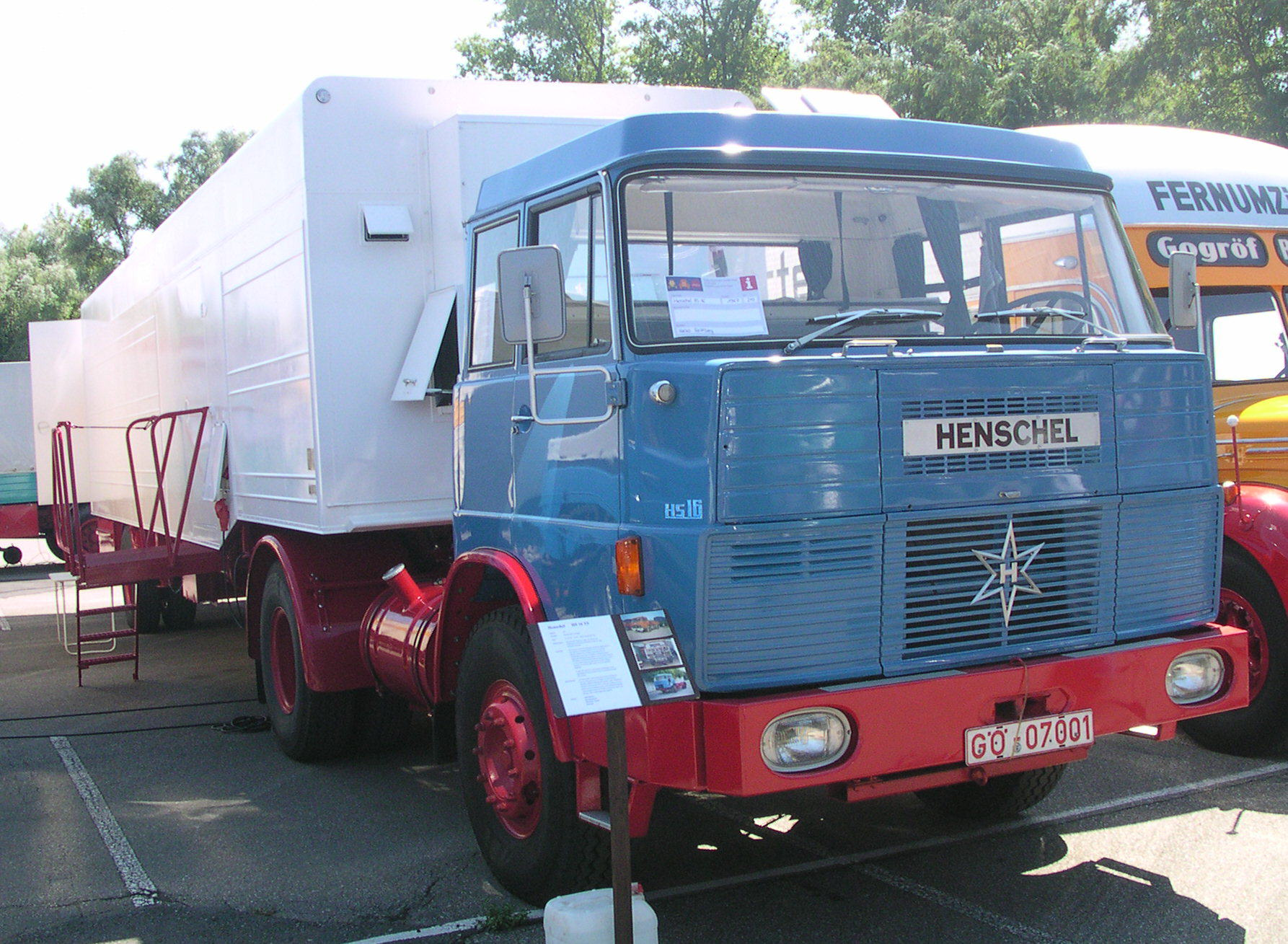
Henschel HS16 TS
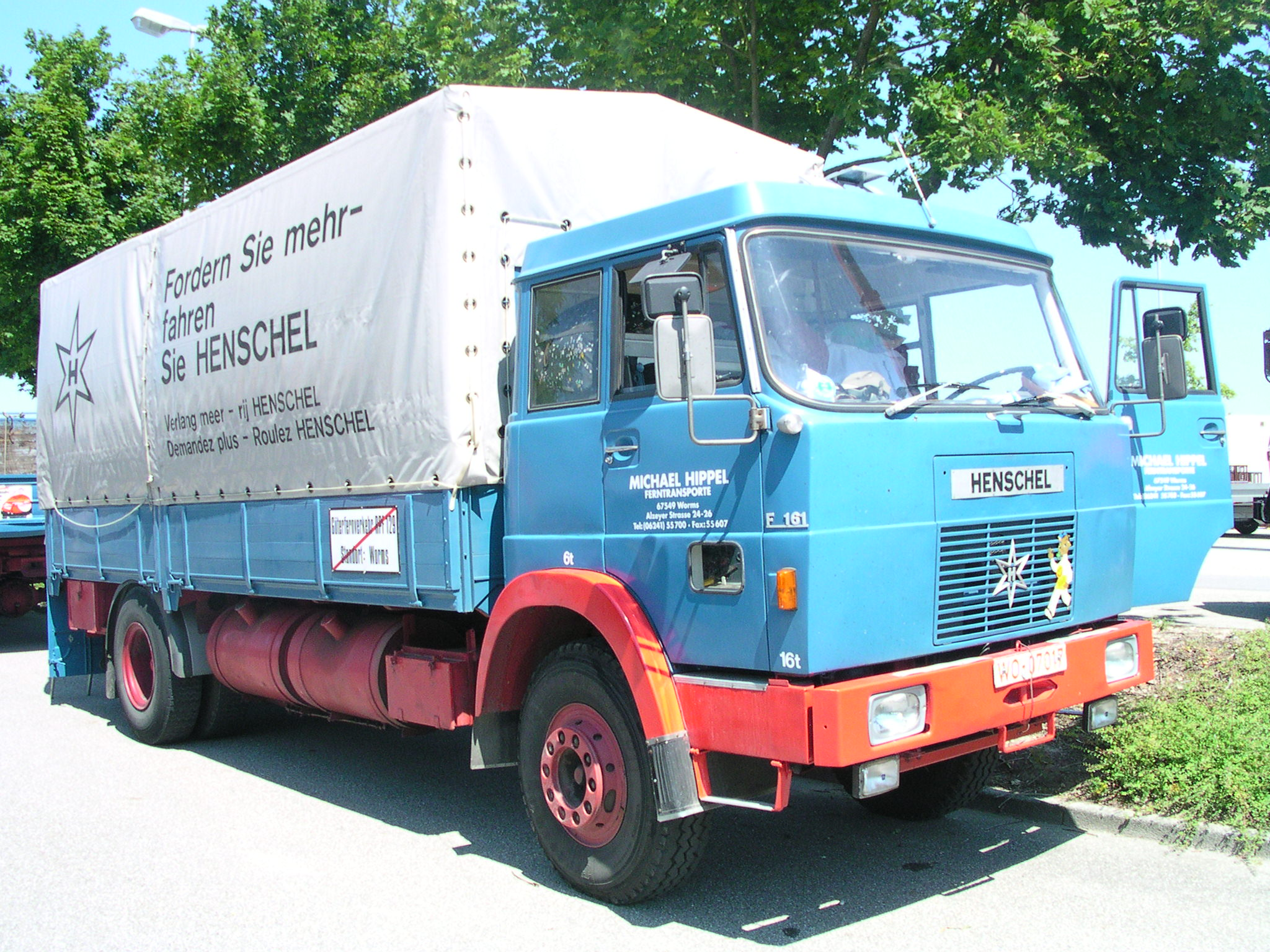
Henschel F161

### Construction aéronautique
En mars 1933, les usines "Henschel Flugzeug-Werke AG" de Berlin-Schönefeld et Berlin-Johannisthal se lancèrent dans la fabrication d'avions, puis de missiles.
Avions réalisés par Henschel :
- Henschel Hs 121, avion de chasse et d'entrainement (prototype)
- Henschel Hs 122, avion de reconnaissance et de coopération avec l'armée de terre
- Henschel Hs 123, chasseur et bombardier en piqué (Stuka),
- Henschel Hs 124, chasseur lourd et bombardier (prototype)
- Henschel Hs 125, avion de chasse et d'entrainement (prototype)
- Henschel Hs 126, avion de reconnaissance tactique
- Henschel Hs 127, bombardier moyen rapide (prototype schnellbomber)
- Henschel Hs 128, avion de reconnaissance et bombardier à haute altitude (prototypes)
- Henschel Hs 129, bimoteur d'assaut tactique
- Henschel Hs 130, avion de reconnaissance et bombardier à haute altitude (prototypes)
- Henschel Hs 132, bombardier en piqué à réaction (prototype)
- Henschel Hs 135, aile delta

Bombes volantes et missiles réalisés par Henschel :
- Henschel Hs 293 bombe volante
- Hs 117 Schmetterling, missile antiaérien
- Henschel Hs 294, bombe volante anti-navire
- Henschel Hs 295
- Henschel Hs 296
- Henschel Hs 297 Föhn, lance-roquettes antiaérien 73mm
- Henschel Hs 298, missile air-air
- Henschel Hs P.75,1941
- Henschel Hs P.87, conception similaire au Hs P.75, excepté les plans canards droits à l'avant et l'aile courbé

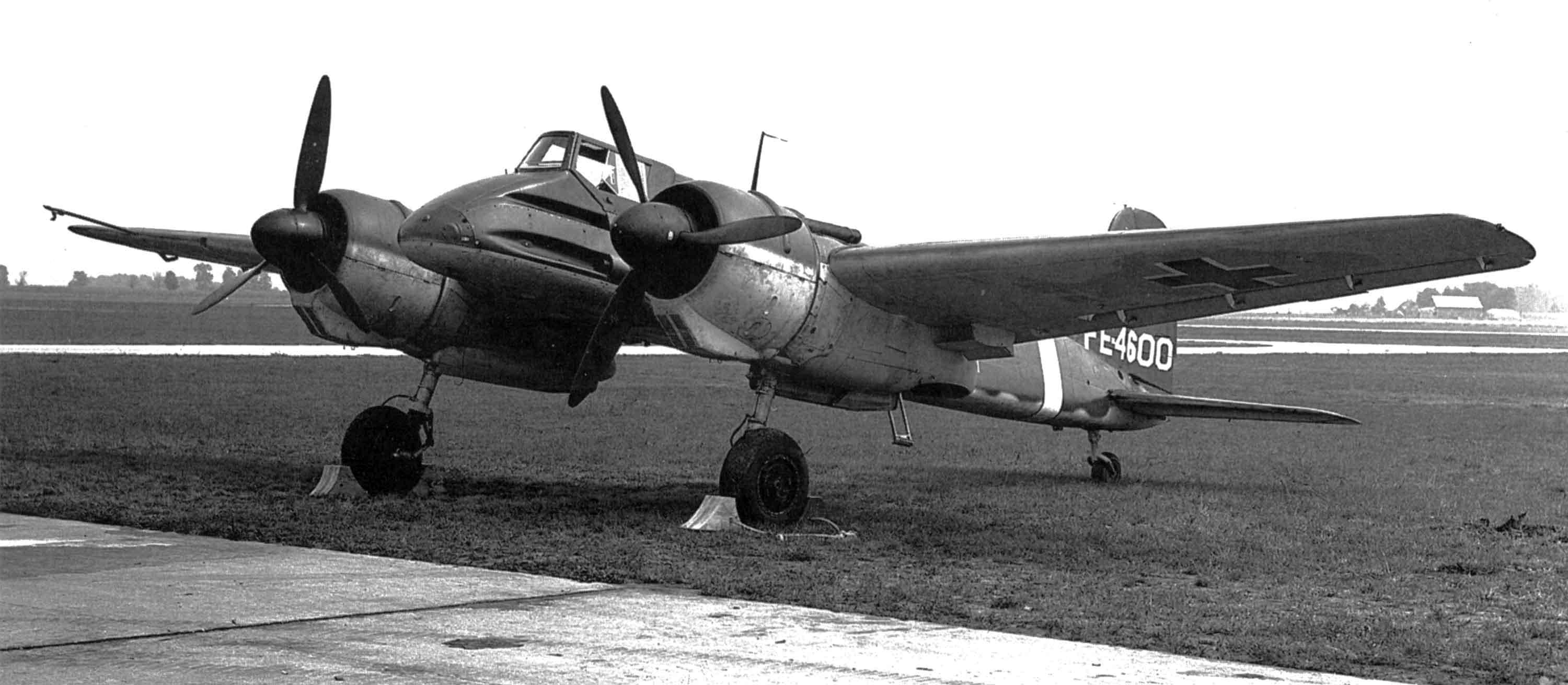
Henschel Hs 129B

- Henschel 'Zitterrochen', missile air-sol

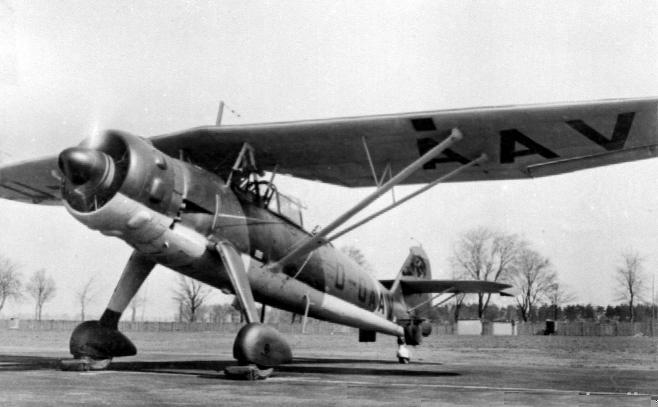
Hs 126.
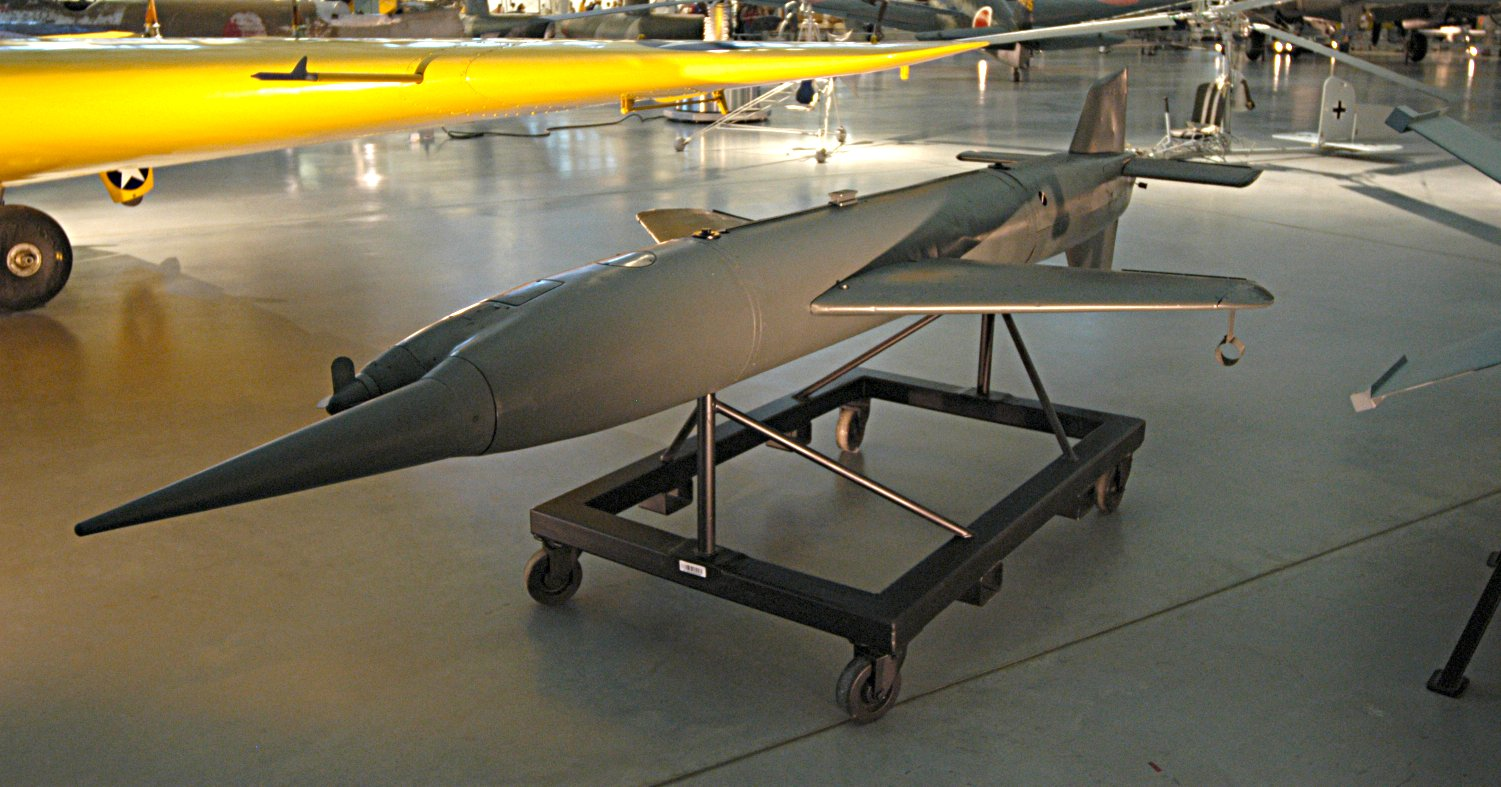
Missile Hs 117 Schmetterling.
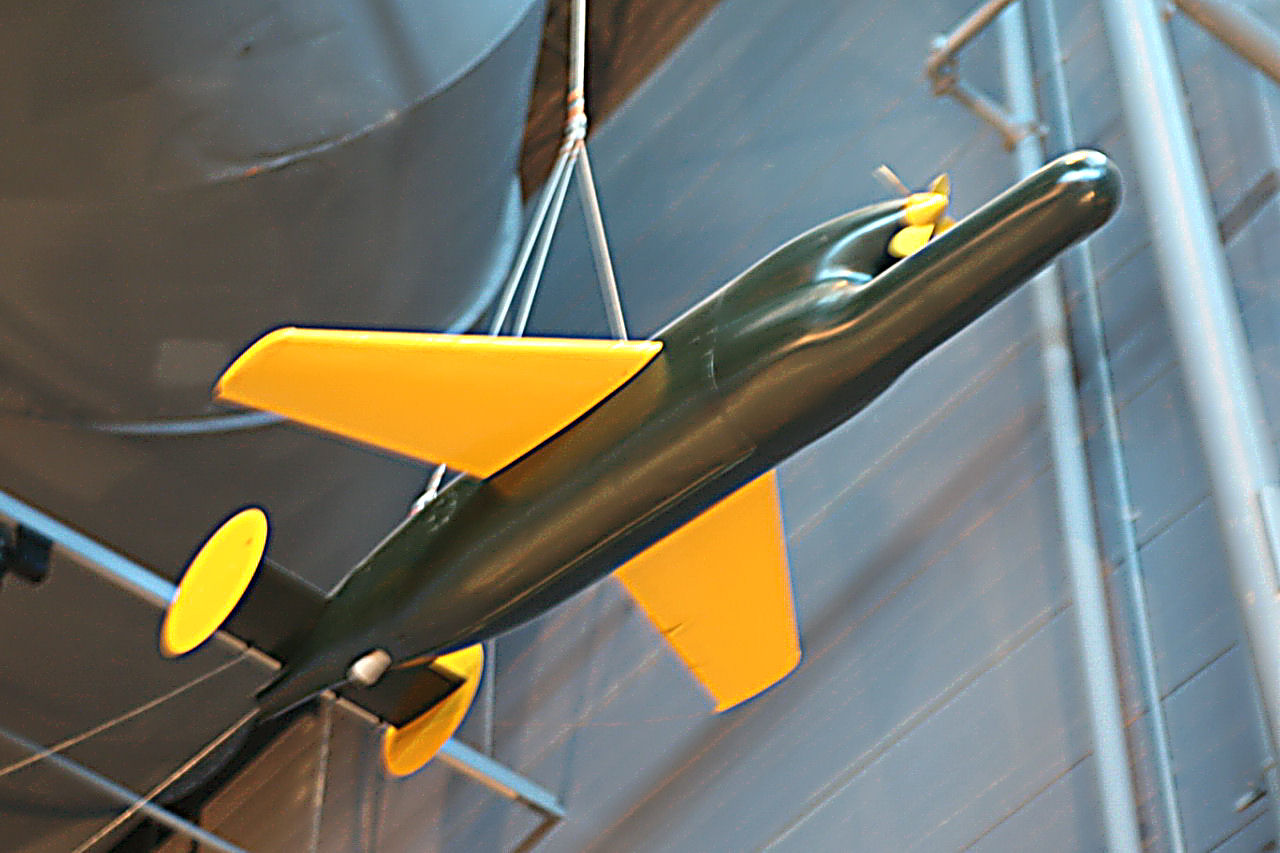
Henschel Hs 298.
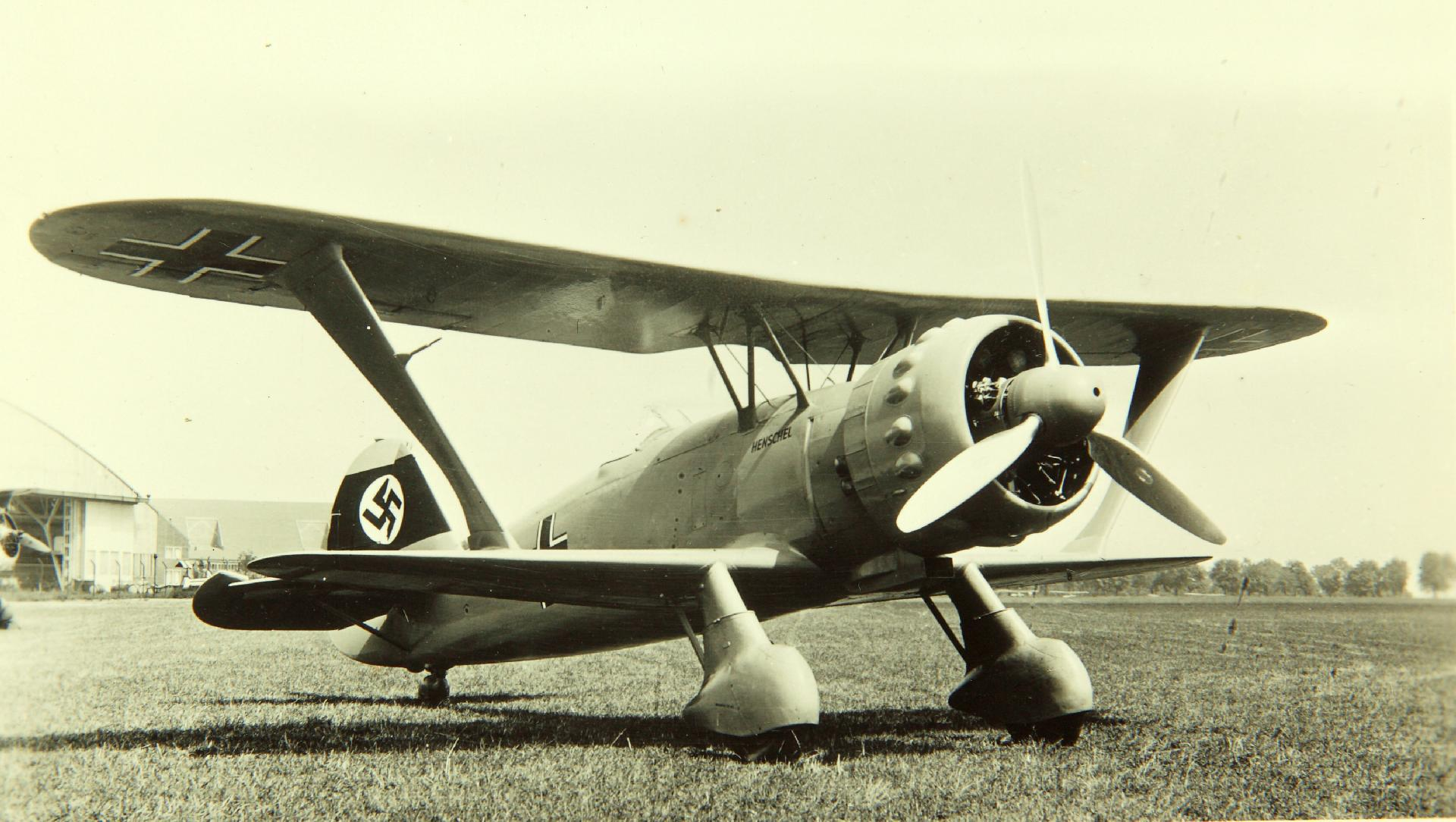
Henschel Hs 123.

### Véhicules blindés
Henschel participa largement à l’armement de la Wehrmacht dans la seconde moitié des années 1930. Elle devint l’un des premiers fournisseurs allemands de chars de combat et de véhicules blindés. Les usines Henschel de Cassel ont produit entre autres les chars des types suivants : Panther, Tiger I et Tiger II.
La capitulation mit fin aux activités d’armement mais la production reprit lors du réarmement de l’Allemagne pendant la Guerre froide (Bundeswehr). Henschel a participé à divers programmes d’armement comme le prototype de char d'assaut Kanonenjagdpanzer armé d'un canon de 90 mm, le blindé de reconnaissance (Spähpanzer) Luchs (lynx) et le blindé léger (Schützenpanzer) Marder (martre). La division armement de Henschel fut reprise en 1999 par le groupe Rheinmetall.

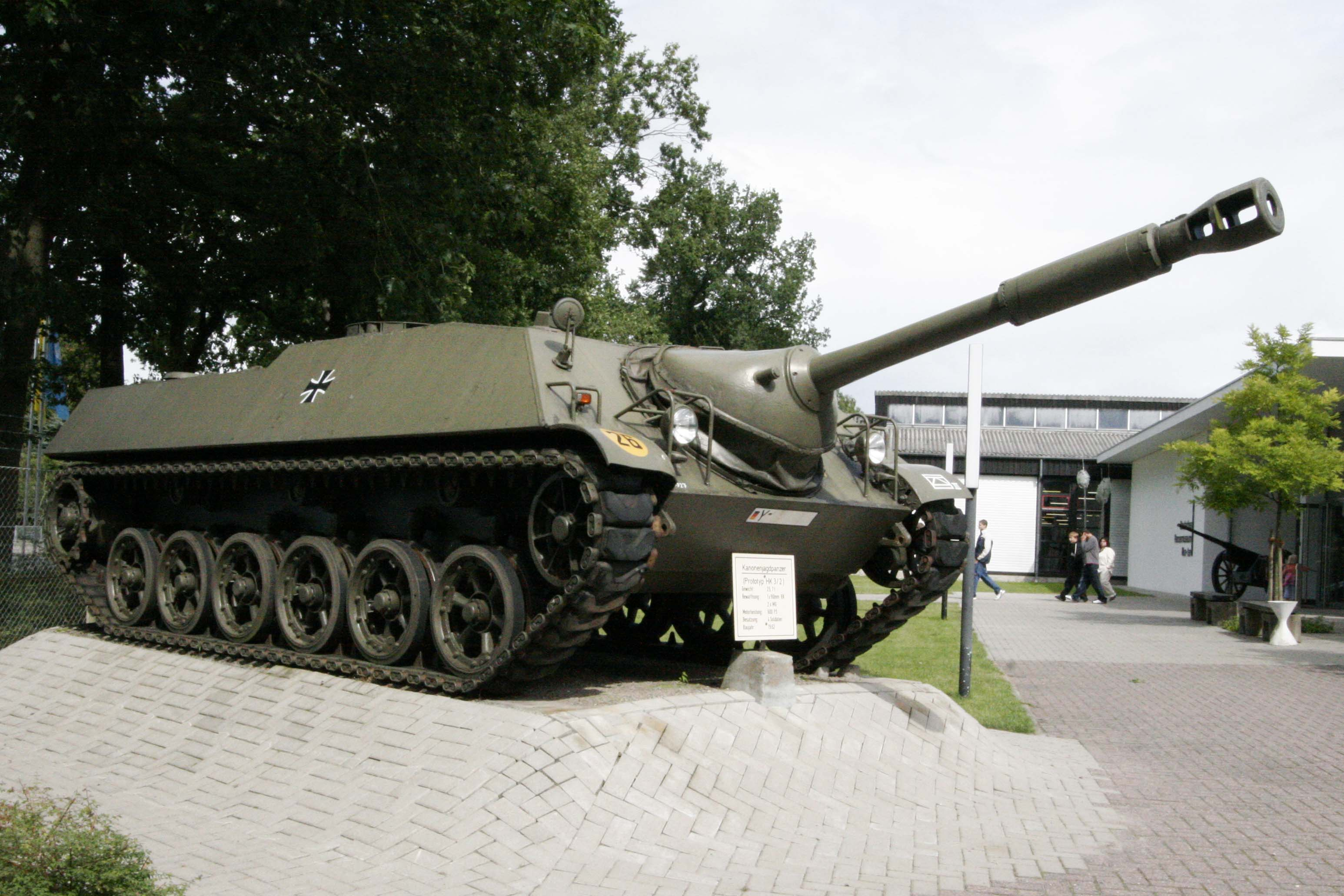
Prototype de char d'assaut
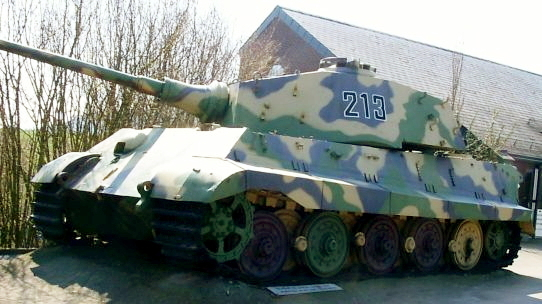
Le char Tigre II dit « Tigre royal »
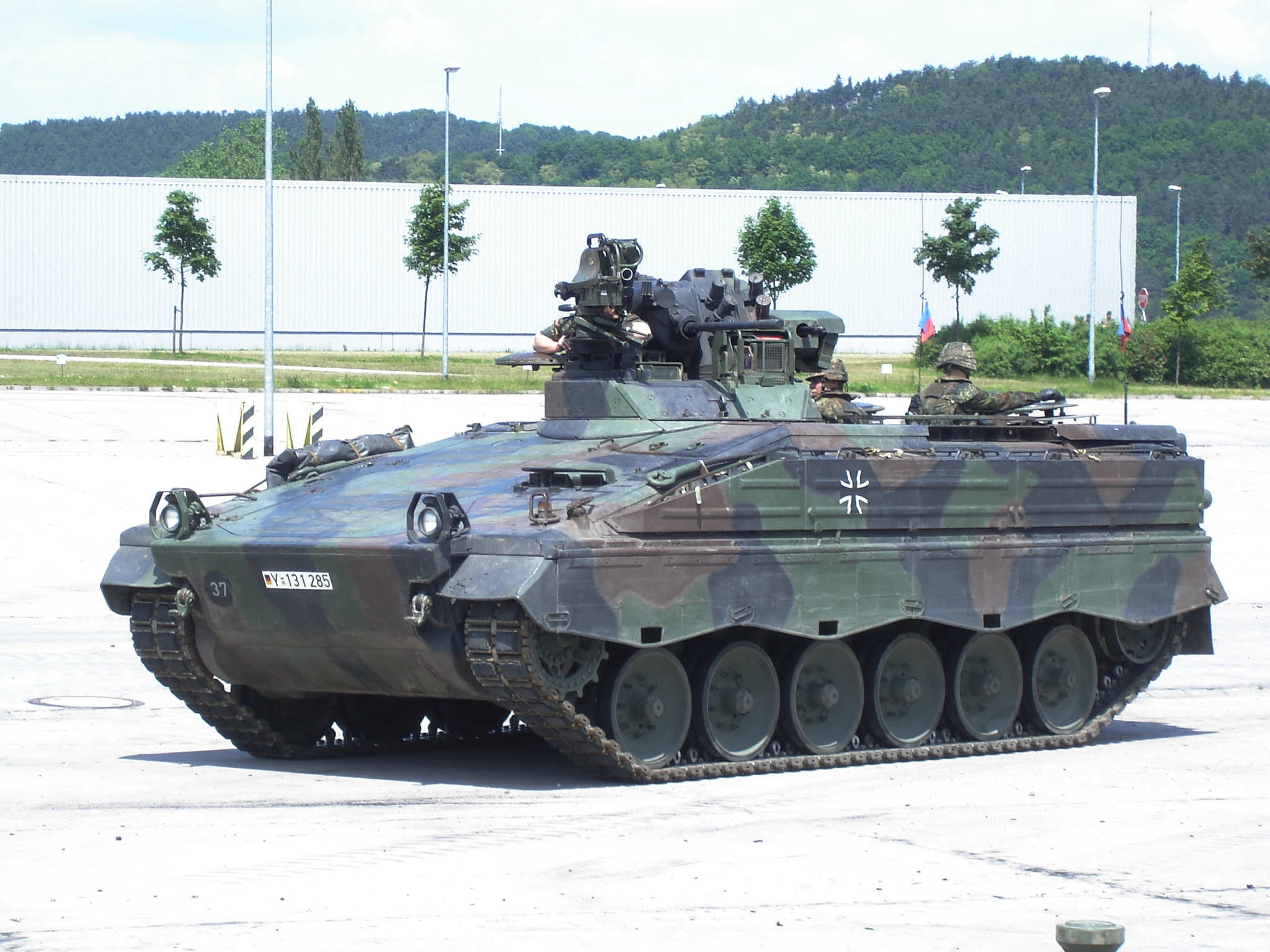
Blindé léger (Schützenpanzer) Marder (Martre) de la Bundeswehr

## Henschel aujourd’hui
Il existe encore des sociétés portant le nom de Henschel. À la suite de la reprise des départements Mélangeurs, Manutention et Engrenages de ThyssenKrupp par KERO en 2003, trois entreprises distinctes ont été créées qui continuent de porter le nom de Henschel et utilisent son logo.
- Le spectre de Reimelt-Henschel Mischsysteme[8] consiste en différents types de mixeurs-mélangeurs aussi bien que la technologie du process permettant d'obtenir le mélange désiré .

- Henschel Industrietechnik GmbH[9] crée des produits pour des fonderies, forges et bien d'autres branches de manutention du fer chaud. Un produit clef est le manipulator (robotique industrielle). Avec plus de 600 systèmes installés, l'entreprise est le leader en cette branche.

- La date de naissance de Henschel Antriebstechnik GmbH[10] se réfère au début de la fabrication des réducteurs Henschel en 1918 à Cassel. Le département des engrenages devient économiquement et juridiquement indépendant par management buy-out des deux dirigeants en 2006. Encore sous le nom Henschel, les premiers réducteurs à vis sans fin sont produits sous licence de David Brown Ltd. Le nom d'entreprise sont passés de Rheinstahl Henschel (1964), à Thyssen Henschel (1976) et TGW (Thyssen Getriebe- und Kupplungswerke) (1981), mais la tradition de production de réducteurs et engrenages continu comme:
  - réducteurs d'extrudeur,
  - réducteurs ferroviaire,
  - couple roue et vis et réducteurs MUTAX
  - réducteurs spéciaux
  - engrenages